# Honorverse
 (février 2024).
- Si vous ne connaissez pas le sujet, laissez ce bandeau (vous pouvez alors contacter les auteurs).
- Si vous supprimez le contenu mis en cause (vous pouvez préalablement contacter les auteurs),

argumentez précisément cette suppression dans la page de discussion
(un manque de référence n'est pas un argument ; une recherche réelle de référence doit avoir été effectuée, être formellement documentée).
 (mars 2014).
Si vous disposez d'ouvrages ou d'articles de référence ou si vous connaissez des sites web de qualité traitant du thème abordé ici, merci de compléter l'article en donnant les références utiles à sa vérifiabilité et en les liant à la section « Notes et références ».
L’Honorverse est le nom semi-officiel donné au cadre (histoire, géographie, univers) d'une série militaire de science-fiction écrite par David Weber et tournant autour de l'héroïne Honor Harrington.

## L’univers de l’Honorverse

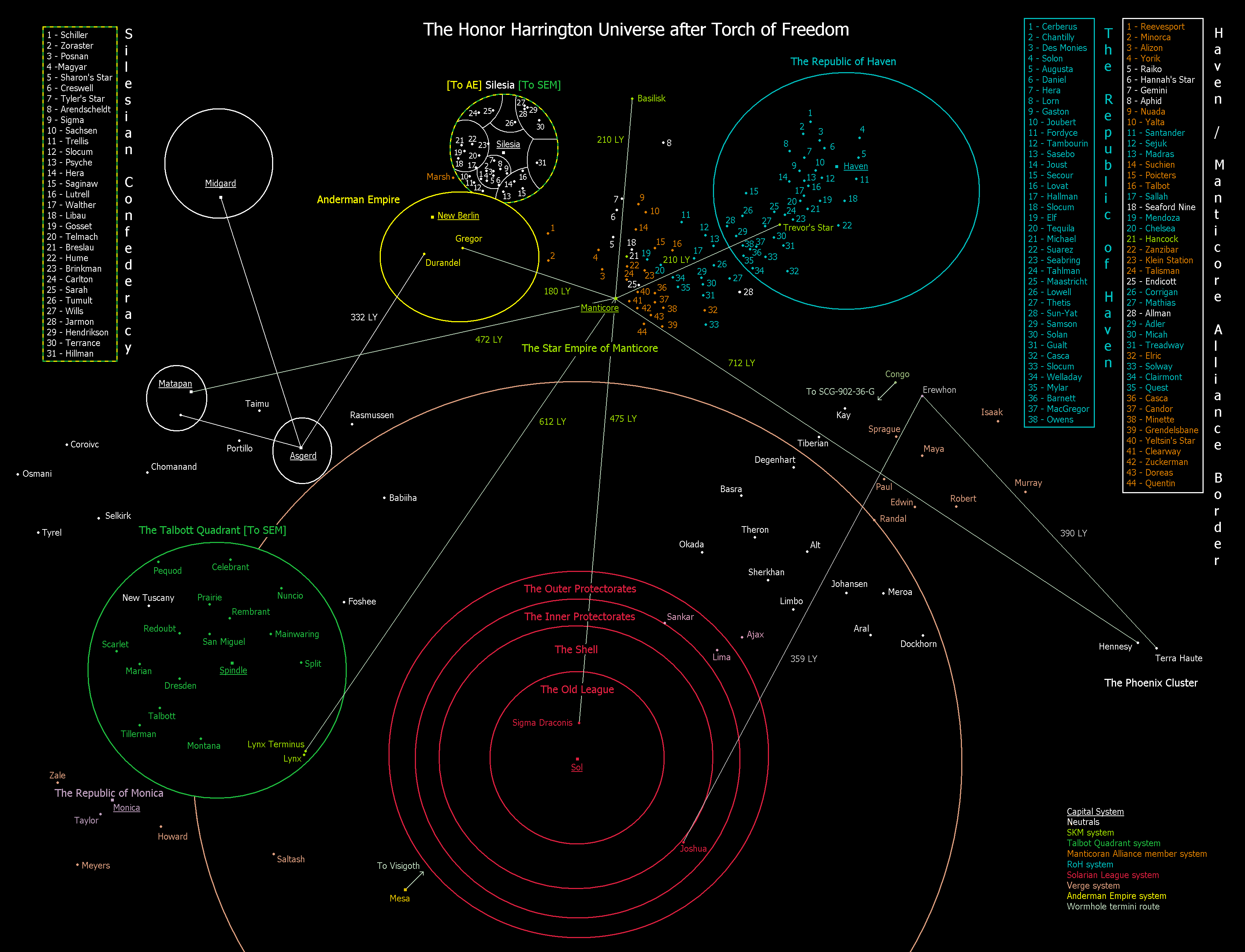
Carte de l'univers de l’Honorverse.

L'univers inventé par David Weber dans le roman Mission Basilic a un 'fond' historique fictif, détaillé, de Diaspora, où sur plusieurs milliers d'années l'humanité a émigré de notre terre vers les étoiles voisines grâce à des vaisseaux subluminiques (voir : Cryonie) et par la suite a découvert un moyen de voyager plus vite que la lumière en utilisant des « ondes gravitationnelles » possédant plusieurs niveaux successifs d'efficacité accrue.
Un élément important de cette physique hypothétique est que certaines rares occurrences créent les conditions appropriées pour un trou de ver, par lequel, correctement équipés, des vaisseaux peuvent voyager pratiquement instantanément entre les différents nœuds de trou de ver, accélérant ainsi énormément le voyage interstellaire le long de tels conduits. La possession d'un trou de ver offre au système planétaire propriétaire une source importante de revenus par les droits de passage et des occasions marchandes accrues par rapport à des nations moins chanceuses.
L'analogue fictif aux états-nations existants sur notre monde est la nation-étoile. L'héroïne, Honor Harrington, est originaire du Royaume stellaire de Manticore situé dans un système binaire avec trois planètes habitées.
Ce système a la particularité de posséder au début de la série un nœud central de trou de ver doté de six terminus (le reliant aux étoiles de : Matapan, Sigma du Dragon, Grégor, Basilic, Étoile de Trévor, et Phénix).
Dans le dixième roman de la série, un nouveau trou de ver est découvert et exploré, ce trou de ver menant à un ensemble d'étoiles (Amas de Talbott) qui est amené à tenir le premier rôle dans le roman d'ouverture de la série dérivée L'Ombre de Saganami.
Puisque ces trous de ver représentent l’équivalent des itinéraires commerciaux de l'âge de la voile, cela donne à la monarchie constitutionnelle de la nation-étoile de Manticore un rôle très important dans le commerce interstellaire et dans le commerce en général. Comme la marine britannique à l’apogée de l'empire britannique, la flotte spatiale de Manticore occupe un rôle important dans le royaume en maintenant la sécurité et l'intégrité de l'économie de la nation, et elle est financée dans ce but.
Mais avec les avantages économiques et stratégiques viennent envie et avarice, et le royaume stellaire est le lieu de nombreuses intrigues et de frictions avec d'autres puissances dans l’Honorverse : la Ligue solarienne, la République de Havre, l'Empire andermien, et la grande collection, chaotique la plupart du temps, de diverses nations-étoiles, connue sous le nom mal approprié de Confédération silésienne, où les pirates rôdent, et où apparemment chacun veut faire des affaires, veut conquérir, ou veut annexer le tout et, plus récemment dans la série mais prenant de plus en plus de place Mesa.
Ce riche ensemble qui a principalement lieu après le 1er octobre 3961, date de naissance d'Honor.
Les progrès technologiques dans l’Honorverse sont lents et pour la plupart sont plus anciens que les 500 années d'existence du Royaume stellaire de Manticore. Au début de la série, la stagnation technologique a amené une stagnation semblable dans les stratégies et tactiques militaires. Ainsi, lors des combats, les capitaines tâchaient de placer leurs vaisseaux pour maximiser leur puissance de feu en employant la tactique du T utilisée à l'époque des vaisseaux de guerre et des cuirassés de l'âge de la voile. Comme Horatio Hornblower, Honor Stephanie Harrington est un commandant de vaisseau confinant au génie.
Bien que la plupart des histoires et des livres mettent en scène Honor dans un premier rôle, des additions plus récentes à la série incluent des histoires courtes et des romans dans lesquels il lui est seulement fait référence. Dans certains cas c'est parce qu'elles se passent avant sa naissance ; autrement les personnages décrits ont souvent fait des apparitions (même brèves) dans des histoires d’Honor.

## Nations de l'Honorverse

### Confédération silésienne
La Confédération silésienne est (ou plus exactement, était) un vaste gouvernement interstellaire composée de plusieurs systèmes. Elle est située au "nord-ouest" du Royaume stellaire de Manticore et au "nord-est" de l'Empire andermien.

#### Histoire
Durant toute son histoire, la Confédération a été gangrénée par la piraterie et des mouvements sécessionnistes qui ont visé à se séparer d’un gouvernement silésien central presque impuissant. 

La puissance régionale dans la Confédération était aux mains des gouverneurs de système, des individus souvent corrompus, qui ont facilité la piraterie, mandaté des corsaires ou ont activement essayé de faire sécession. 

Le niveau de la violence dans la Confédération Silésienne était tel que des centaines de milliers de morts étaient à mettre sur son compte chaque année, principalement dû aux pirates silésiens, considérés parmi les plus brutaux et cruels de la galaxie humaine, n'ayant aucune réticence au sujet du meurtre ou du viol des équipages des vaisseaux capturés.
Pendant la première guerre Havre-Manticore, la Confédération était un front mineur de combat que la République populaire de Havre a essayé d'enflammer en envoyant une force de vaisseaux de guerre de la Marine Populaire pour attaquer le commerce de Manticore mais en évitant et protégeant les navires marchands Andermiens contre la piraterie. L'idée était de réchauffer les relations avec l'Empire, en faisant pression sur Manticore sur un autre front.
Vers la fin de "Plaies d'honneur", le Royaume stellaire de Manticore et de l'Empire andermien, maintenant alliés contre la République de Havre, ont décidé de mettre un terme à leurs différents concernant la Confédération Silésienne en se partageant son territoire. Apparemment ceci a eu lieu sans combat, toute l’opération a consisté en dessous de table aux gouverneurs des systèmes de la Confédération.

#### Relations Étrangères
Avec tellement de combats interne, la Confédération était souvent la proie aux ambitions des puissances étrangères.
L'Empire andermien a considéré que la confédération était son arrière-cour et la prochaine cible logique d'expansion et a ainsi déployé une grande partie de sa marine dans la Confédération, pour protéger, en apparence, le commerce andermien mais en fait pour établir également un premier point d’ancrage dans l'espace silésien.
Le Royaume stellaire de Manticore a davantage été concerné par la piraterie et la bêtise de la marine confédérée pour écraser cette piraterie. Elle y maintenait également un important détachement de marine pour protéger les navires de commerce de Manticore. En outre, le déploiement militaire de Manticore servait d'avertissement à l'Empire andermien, dont l'expansion en Silésie était un souci important pour le Royaume stellaire de Manticore.

#### Militaire
La marine confédérée était une force trouble, impuissante à traiter la piraterie et la violence politique. La corruption et les interférences politiques ont également empêché la marine d'accomplir sa mission. Avec la fin de la Confédération, la marine confédérée, pour les unités n'ayant pas passé à la piraterie ou n'existant que sur le papier, a été divisée entre les marines de Manticore et de l’Empire andermien.

### Empire andermien
L'empire est une puissance technologiquement moyennement avancée. Sa population est principalement d’ethnie Chinoise avec une culture allemande et l’Allemand comme langue officielle. Le monde capital de l'empire est nouveau Potsdam

#### Histoire
Potsdam était à l'origine un monde colonisé par des colons de l’ethnie chinoise et connus sous le nom de Kuan Yin, d’après la déesse chinoise de la pitié. Le nom était amèrement ironique, car la colonie a été condamnée par des bactéries indigènes qui ont dévoré voracement chaque forme de vie possédant de la chlorophylle terrienne. Des récoltes entières ont été ruinées, et la colonie chancelait au bord de l'extinction quand un mercenaire du nom de Gustav Anderman a pris le contrôle de la planète, autour de 1600 p.d.
En administrateur efficace, Anderman et ses hommes se sont rapidement mis à résoudre la situation difficile de Kuan Yin. Il a fait venir des microbiologistes et des généticiens, et ces scientifiques ont réussi à développer des espèces de végétation terrienne immunisées contre les bactéries locales, et vingt années terrestres après l'invasion par Anderman, la planète étaient capables de s'auto alimenter. Les habitants étaient si reconnaissants à Anderman qui n'eut aucun problème pour qu’ils l'acceptent comme empereur Gustav I de l'empire Andermien, et qu’ils embrassent culture et langue allemandes comme si elle leur était propre, même le nom de Kuan Yin fut changé en Potsdam.
À la mort d'Anderman, son empire s’étendait sur plus de six systèmes solaires et il a continué à s’agrandir tout au long des siècles suivants. Les descendants de Gustav Anderman, la dynastie d'Anderman, ont régné sur l'Empire depuis, et avèrent extrêmement capables, en dépit d'une tendance pour l'excentricité parmi quelques Empereurs. Par exemple Gustav Anderman lui-même, qui pensait être la réincarnation de Frédéric le Grand, se déplaçant même dans des costumes du temps de Frédéric. Ou Gustav VI, qui a essayé de nommer son buisson de roses primé comme Chancelier de l'Empire (une action qui a causé son propre renversement du trône, sans beaucoup de plainte). Ou la sœur aînée de Gustav VI, qui lui a succédé sur le trône, pour mettre fin à la lutte féroce des cousins de Gustav, en employant une fiction légale qui lui a permis de se proclamer un homme, contournant la loi salique de la Charte Impériale ("il" a certainement été aidé par le fait qu’en tant que "Gustav VII", "il" avait précédemment pris la commande de la Première Flotte la Marine Impériale). Gustav VII est d’ailleurs considéré comme le meilleur gouverneur que l'Empire n’ait jamais eu.
En janvier 1920 p.d., l'Empire et le Royaume stellaire de Manticore « rachetent » la Confédération silésienne dont ils se partagent le territoire. L'Empire andermien s'engage au côté du Royaume stellaire de Manticore dans la guerre contre la République de Havre.

#### Gouvernement et politique
L'Empire andermien est une monarchie constitutionnelle dirigée par un Empereur. Un document connu sous le nom de Charte Impériale sert de constitution à l'Empire ; entre autres, la Charte règle la succession au trône impérial. Depuis la fondation de l'Empire, le trône impérial a été aux mains de la Maison d'Anderman.
L'Empereur possède personnellement un pouvoir important, et la méfiance des Anderman pour les formes de gouvernement républicaines est largement connue. 

En dépit de ceci, l'Empereur n'a pas le pouvoir absolue, et l'existence du Bureau du Chancelier a été mentionné ; le poste de Chancelier de l'Empire andermien peut être analogue à, par exemple, celui du premier ministre du Royaume stellaire de Manticore, cependant, à la différence de ses homologues de Manticore, la nomination d'un Chancelier est exclusivement du ressort de l'Empereur. 

Il y a également été fait mention d’un "Conseil Impérial". Les pouvoirs et les attributions de ce Conseil sont encore inconnu, mais on a mentionné que le Conseil a joué un rôle important pendant la crise de succession suivant le renversement de l'Empereur Gustav VI.
Le chef de l'Empire andermien durant le déroulement des romans est l'empereur Gustav XI. 

Quelques membres de la famille impériale andermienne ont été mentionnés jusqu'ici dans les romans : le prince de la couronne Huang Anderman et le grand amiral Chien-chien-lu Anderman, qui à le titre de noblesse de Herzog von Rabenstrange (en français "Duc de Rabenstrange").

#### Relations étrangères
L'Empire andermien est une puissance expansionniste, mais ses règles sont assez sages pour accorder un degré considérable d'autonomie à leurs sujets conquis, de ce fait empêchant des soulèvements et des rébellions. Peut-être en raison de la profession de mercenaire de Gustav Anderman, l'Empire qu'il a fondé a une tradition d'intervention dans les affaires d'autres nations seulement quand il y avait un profit pour l’empire. Le principe de base de la diplomatie andermienne et des relations étrangères est la Realpolitik. 

L'intérêt expansionniste primaire de l'Empire a longtemps été la chaotique Confédération silésienne où le Royaume stellaire de Manticore faisait la police.
L'Empire a longtemps été méfiant envers Havre, méfiance aussi bien dû à sa forme républicaine de gouvernement (que l'empire regarde comme en soi instable) qu’en son expansionnisme, car l'Empire craint que, après avoir ‘’traité’’ le cas de Manticore, la Silésie et l'Empire soient les futures cibles de la République populaire. 

Quoique les relations entre l'Empire et la République de Havre aient été calme, l'empire a rejoint Manticore dans sa guerre contre Havre à la suite de la tentative havrienne d’attaquer le poste de la FRM de Sidemorre alors que le Ministre des Affaires Étrangères havriennes laissait entendre que sa nation n’opérait pas dans la Confédération silésienne.
Manticore et l'Empire sont les partenaires commerciaux et sont habituellement en bons termes l’un avec l'autre. La Silésie, cependant, a été un point important de controverse entre les deux nations, qui a presque mené à une guerre entre les deux. Il y a également des factions dans le gouvernement impérial et la marine impériale qui favorisent à une politique anti-Manticore. 

Au début de la seconde guerre Havre-Manticore, la Confédération silésienne a été divisée entre l'Empire et Manticore, un mouvement nécessaire pour assurer la participation de l'Empire à la nouvelle guerre avec Havre.

#### Militaire
La force spatiale de l'Empire est la Marine impériale andermienne. La marine est le moyen primaire de projection de puissance de l'Empire, et est aussi responsable des opérations de "maintien de la paix" qui ont habituellement comme conséquence l'annexion de nouveaux systèmes à l'Empire. La marine maintient également la présence impériale dans les régions de l'espace que l'Empire considère comme son secteur d'influence
La force terrestre de l'empire est l'Armée impériale andermienne. En plus de son rôle de combat et de défense au sol, l'armée fournit également des troupes pour le service à bord des vaisseaux de la marine impériale, car l'Empire andermien n'a aucun corps de fusiliers. Une unité célèbre de l'armée impériale est le régiment de Hussars Totenkopf, qui sert principalement de garde personnelle à l'Empereur.

### Ligue solarienne
La Ligue est une superpuissance énorme et politiquement neutre qui comprend les mondes les plus anciens colonisés par l'humanité. Elle est également et de loin la plus puissante et la plus influente des étoile-nations dans la galaxie connue. Officiellement, un total de 1 784 mondes sont des membres de la Ligue solarienne, s’y ajoute des centaines de « protectorats » de la Ligue.
On estime qu’un total de deux tiers de la population humaine vit sur les mondes contrôlés par la Ligue ; la population totale exacte n'est pas connue et il est dit que personne n’a jamais sérieusement considéré conduire un recensement ou dit savoir le nombre d'habitants. Les systèmes les plus anciens - « vieille Ligue » - ont une population enregistrée de 3 000 milliards d'habitants (un nombre considéré comme une sous-estimation) - tandis que la population des mondes externes et des habitats artificiels est considérée comme beaucoup plus nombreuse encore. Il y a aucune étoile-nation ou alliance qui peut se mesurer à la Ligue en termes de puissance militaire ou économique. Presque tous les principaux médias de l'espace humain, tel que Reuters, les Fax unis internationaux et d'autres, sont basés sur des mondes de la Ligue.
Les mondes de la Ligue solarienne peuvent être groupés dans trois catégories :
- Les systèmes intérieurs, qui comprennent la Terre et les mondes de colonisation les plus anciens de l'humanité. Ceux-ci sont connus en tant que "vieille ligue", et sont les mondes les plus avancés et les plus développés dans l'espace humain. Leur richesse économique en fait le centre du pouvoir de la Ligue.
- Les systèmes externes, moins stable et développé que la "vieille ligue", avec une économie plus précaire et une plus petite population. Ceux-ci sont connus en tant que "grande couronne" Ces systèmes sont souvent administrés par les institutions spécialisées de la Ligue qui exercent une influence énorme.
- Les marges, généralement sous-développé, vont bientôt être absorbées par la Ligue et devenir des "protectorats", subissant la plupart du temps un pillage économique en règle. Ces systèmes sont administrés par des gouvernements mis en place et à la solde de la Sécurité au frontières

La Ligue solarienne a en quelque sorte une mentalité de "destin manifeste", qui veut que chaque monde devrait être inclus dans la Ligue, et que les mondes étrangers devraient voir les avantages de l'adhésion à la Ligue et volontairement la rejoindre. Certains sont allés jusqu’à employer des moyens extrêmes pour s'assurer que ces mondes rejoignent la Ligue, en utilisant des mesures comme des référendums et les plébiscites truqués, stimulant la violence qui peut être utilisée comme raisons d’intervention, et imposant la dominance commerciale de la Ligue sur ces mondes.
Beowulf, la colonie humaine la plus ancienne, est un membre proéminant de la Ligue et un partenaire commercial important du Royaume stellaire de Manticore.

#### Gouvernement et politique
La Terre (connue dans tout le l’Honorverse en tant que la "vieille terre" ou "Terra") sert de capitale de la Ligue, cependant, la Ligue est plutôt faiblement liée, et toutes les planètes ont des gouvernements distincts. Ceci vient du fait que la plupart des signataires originaux de la Ligue étaient des mondes avec une histoire indépendante de plusieurs siècles, et étaient peu disposées à se soumettre à une nouvelle autorité centralisée. 

Il y a un président de Ligue, qui ne possède en pratique aucun pouvoir et dont le rôle est purement symbolique.
Le corps décisionnaire de la Ligue est le Conseil exécutif, où chaque monde de la Ligue est représenté. S'ajoutant au fait qu'il y un nombre important de mondes membres, chaque monde a un droit de véto sur les mesures proposées, ce qui force la Ligue à chercher des compromis parmi des intérêts de concurrence plutôt que de risquer un veto. Le Conseil a le pouvoir d'expulser un monde de la Ligue – un pouvoir qui a été mis en place comme menace contre des vétos – dans le cas des planètes abusant de la violence.
Au-dessous du Conseil exécutif et des quelques agences centralisées de la Ligue, les mondes membre sont complètement libres pour s'organiser comme ils le veulent, et leurs gouvernements ont un degré considérable d'autonomie par rapport à la puissance centrale. En dépit de cette autonomie nominale, les secteurs externes de la Ligue profitent moins de l'absence de la Ligue, car ils sont plus en contact avec les agences bureaucratiques et les forces de sécurité de la Ligue.
La nature relâchée de la Ligue solarienne, couplée à son extrême confiance en sa supériorité militaire et économique sur l’ensemble du reste de la galaxie réuni, ont empêché le développement d'une politique étrangère et militaire effective, la Ligue ne se sent menacée par personne. La concurrence entre la politique et les intérêts commerciaux conspire également à rendre n'importe quelle politique logique impossible. En fait, le seul principe officiel de la Ligue en politique étrangère est l'application, sans concession, de l’édit d'Éridani qui interdit le bombardement aveugle d'un monde habité sous peine de la perte de souveraineté et qui a été spécifiquement écrit dans la constitution de la Ligue pour assurer son application efficace.
Un défaut important de la Ligue est le manque de gouvernement ou de contrôle civil sur la bureaucratie, spécifiquement celle qui s’occupe des nations ne faisant pas partie de la Ligue. Les agences bureaucratiques les plus importantes, telles que le Bureau de la sécurité aux frontières et la gendarmerie solarienne, sont connues pour conduire leur propre politique d’absorption des mondes sous-développés des Marges de l'espace solarien et de conservation de l'influence de la Ligue sur les territoires frontières.

#### Budget de la Ligue solarienne
En dépit de l'énorme (incalculable) richesse de la Ligue, le gouvernement de la Ligue fonctionne habituellement sur des revenus fiscaux assez faibles. Proportionnellement, la plupart des gouvernements membre de la Ligue, aussi pauvre soient-ils, ont des recettes fiscales beaucoup plus importantes que le gouvernement central. C'est, en grande partie, intentionnel.
Quand la Ligue a été organisée, ses membres fondateurs étaient des mondes et des systèmes stellaires indépendants depuis plus de mille ans. Ils n'avaient aucune intention de renoncer à leur souveraineté au profit d’un gouvernement central, particulièrement un qui - par la nature des choses – soit d’un fonctionnement lent rien qu’en raison de la lenteur des communications. En conséquence, ils ont opté pour un fédéralisme très décentralisé et ont délibérément inclus autant de compartimentation que possible dans le système afin d'empêcher le gouvernement central de graduellement (et naturellement) évoluer vers quelque chose de plus puissante qu'ils ne souhaitaient. En conséquence, les sources de financement du gouvernement de la Ligue sont spécifiquement limitées par la constitution de la Ligue et l’imposition directe sur des citoyens de la Ligue est expressément interdite. Le gouvernement central est financé par une série de droits d'imports, de frais de douane, d'évaluations directes pour les dépenses navales, etc., plus des contributions volontaires additionnelles. Ceci signifie que, si en absolu la quantité d'argent comptant traversant les coffres de la Ligue est extraordinaire, elle est réellement très faible comparé aux nombreuses choses que le gouvernement doit payer. 

Ce problème est devenu bien plus prononcé au cours des 200-300 dernières années précédent les romans alors que la bureaucratie de la Ligue solarienne est devenue de plus en plus grande. Dans un sens, les bureaucrates essayent furtivement, mais délibérément, de contourner la Constitution en prolongeant graduellement les secteurs - physiques et gouvernementaux - qui sont contrôlés par le Règlement de la Ligue plutôt que par la Législation de la Ligue. Cette croissance a continué, une part toujours plus importante du budget fédéral a été absorbée par la bureaucratie aux dépens d'autre organes plus traditionnels du gouvernement comme la marine.

#### Militaire
La Marine de la Ligue solarienne est la plus grande force navale dans l’Honorverse. Les navires moyens (croiseurs de bataille, croiseurs lourds et légers et destroyers) sont habituellement des vaisseaux de guerre du dernier cri, car ils sont nécessaires pour maintenir l'ordre dans le vaste espace de la Ligue ; réciproquement, les vaisseaux du mur sont moins avancés (presque désuet) comparés aux conceptions de Manticore et de Havre, puisque la Ligue sait (à tort) que personne ne peut menacer son hégémonie et donc ne voit pas la nécessité de suivre les puissances navales « moyennes ». Les fusiliers solariens agissent en tant que force rapide d'intervention de la Ligue, maintenant l'ordre dans toute la Ligue, de concert avec la Marine.
À côté des militaires réguliers de la Ligue, les mondes membre ont également leurs propres forces militaires défensives, connues sous le nom de Flottes de Défense. Ces forces sont responsables de la défense immédiate de leurs systèmes mère, agissant avec ou sans la protection de la Marine de la Ligue solarienne.
D'autres agences, telles que la gendarmerie solarienne et le Bureau de la sécurité aux frontières, ont leurs propres troupes pour maintenir l'ordre et promouvoir les intérêts de la Ligue (et de ses sociétés) aux frontières.

### République de Havre
La République populaire (et la République qui l'a précédé et qui a suivi son renversement) est une nation multi-système stellaire gouvernée à partir de la planète de Havre. 

Pendant la majeure partie de la saga de Honor Harrington, Havre sert d'ennemi principal. Dans les romans plus récents, des personnages havriens ont été montrés comme honorables et nobles, et le rôle de l'antagoniste principal de la saga semble passer à Mesa, un monde sans scrupules d’esclavagistes.

#### Histoire
Bien que plus éloignée de la Terre que le système de Manticore, de cent cinquante années-lumière, Havre a été colonisé un siècle avant, grâce au développement de la Voile Warshawski. Havre convenait exceptionnellement bien à la vie humaine, un fait qui, couplé à l'aide financière d'une co-entreprise de onze sociétés de la Ligue solarienne qui ont financé la mission de colonisation originale, a assuré une vitesse de croissance incroyablement rapide pour la nouvelle colonie.
Pendant ses premiers siècles d'existence, la République de Havre était l'un des mondes humains les plus prospères de la galaxie, et a été considérée comme une sorte d'Athènes interstellaire.
Au vu de la pauvreté de ses citoyens les moins favorisés, une aberration à la lumière de la prospérité de Havre, le gouvernement havrien a créé des mesures d'assistance sociale qui, se développant au cours des siècles, ont transformé la république de Havre en État providence caricatural. Les citoyens y ont droit, sans exception, à une allocation universelle et un niveau minimum de vie ajusté à l'inflation. Ces dispositions génèrèrent alors un effet pervers en excluant une partie importante de la population de la production économique. À l’époque de la première guerre Havre-Manticore, plus de la moitié de la population de la république de Havre était à la charge de l'assistance publique ; d’où leur nom d’Allocataires.
Avec l’augmentation des Allocataires, une nouvelle race de politiciens faiseurs de roi émerge, pouvant fournir les voix des millions d’Allocataires aux candidats de leur choix. La démocratie havrienne a disparu, et la puissance a été concentrée chez les familles Législaturistes, qui ont établi un certain nombre d'organismes de police secrète pour maintenir le contrôle de la, nouvellement renommée, République populaire de Havre. La Constitution havrienne d'origine a été remplacée par un nouveau document qui a entériné la constitution dite "Législaturiste". Ce changement de Constitution était la première étape du prétendu « plan DuQuesne », baptisée du nom du politicien de Havre qui l'a proposé.
Pour soutenir son État-providence, le gouvernement a lourdement dépensé, générant une économie déficitaire pendant plus de 200 années. Pour soutenir alors son économie défaillante, il a dû conquérir des planètes plus faibles - la troisième étape du plan de DuQuesne - et les piller. Par l'accumulation des conquêtes, Havre s'est agrandie et est devenue un « empire » de plus de cent mondes. Malheureusement, cela cause un impérialisme continu : Havre ne pouvant pas soutenir les économies de tant de planètes - dont les habitants sont par la suite tombés dans le système économique et social havrien - sans conquête continue.
Alors que Havre commençait son expansion, le Royaume stellaire de Manticore en a pris note et a commencé à se préparer à un futur conflit. Durant les cinquante années précédant la première guerre Havre-Manticore, Manticore a augmenté la taille de sa flotte spatiale, espérant décourager ou empêcher Havre de les conquérir. Lorsque le conflit s'est finalement déclenché, Manticore est parvenu à repousser la première vague des attaques havriennes, y compris par la défaite d'une flotte havrienne à la Troisième bataille de Yeltsin et à la Première bataille de la Station de Hancock. Havre, étant entré en guerre en s'attendant à une victoire rapide, a été prise au dépourvu, et les flottes du royaume de Manticore ont commencé à avancer dans le territoire de la République.
Puis le Comité de salut public a pris le pouvoir, dans un coup d’État bien-pensant, après avoir tué le gouvernement Législaturiste dans son entier. Le Comité a vite constaté qu'ils ne pourraient pas réellement instituer ses réformes ; l'économie étant trop faible, et le gain de la ‘’guerre continue’’ est redevenu une nécessité - le nouveau régime égalitaire a été dépassé par les "événements". Pour rester au pouvoir, le Comité a purgé les militaires et les familles Législaturistes et a fusionné les différents appareils de sécurité de la république populaire en un Service de sécurité de l'État (SerSec).
Après des années de lutte, la réussite n’était toujours pas encore en vue, et le Comité se désagrégeait, souffrant d'abord d’un soulèvement d’extrémistes connus sous le nom de Niveleurs et plus tard d’une tentative de coup d’État menés par l’amiral Esther McQueen, ministre de la défense. Les militaires, menés par l’amiral Thomas Theisman, se révoltèrent par la suite contre le Comité et détruisirent ce qu’il en restait après dix ans de dictature. Ils ont rétabli la République originale de Havre. Le premier président de la République de Havre est Éloïse Pritchart.

#### Société
Pendant les siècles précédent l'assassinat de Harris, où le Comité de salut public pris le pouvoir en assassinant le Président héréditaire Sidney Harris, la République Populaire a été gouvernée par une classe héréditaire de politiciens connus sous le nom de "Législaturalistes". Cette classe de familles descendant des législateurs qui ont établi la République populaire dans le cadre du plan DuQuesne. Deux tiers du reste de la société havrienne appartenant à une classe connue sous le nom d’ "Allocataires" : citoyens chômeurs mal instruits qui vivent d'une allocation de minimum vital (AMV) fournie par l’État. La nécessité constante de relever et d’ajuster l’allocation basée sur l'inflation effrénée (calmant de ce fait l'appétit des allocataires) est la cause principale de la campagne d'expansion havrienne.
Les Législaturalistes ont été supprimés par le Comité de salut public. Le nouveau gouvernement a commencé à incorporer les Allocatires à la main-d'œuvre, à leur donner la formation technique et à les sortir de leur apathie. Le Comité a aussi essayé de supprimer les formes d'"élitiste" et "récidivistes" de la langue parlée, ordonnant que chaque havrien soit désigné sous le nom de "citoyen (titre)". La nouvelle République de Havre semble vouloir supprimer l’AMV et essayer de donner de nouveau la faveur à l'idée du travail pour les havriens.
Pendant la République populaire les médias ont été contrôlés par le puissant ministère de l'Information publique (PubIn). Cette agence était en fait responsable de la censure, de la propagande et de la déformation générale de la vérité. La plus célèbre des directeurs de PubIn était la Citoyenne Membre du Comité Cordélia Ransom. Après la chute de la République populaire, le vaste holding de PubIn a été privatisé.

#### Gouvernement
Le gouvernement original de la République de Havre était très semblable à celui des États-Unis ; séparation des pouvoirs, un président et un congrès bicaméral. Les deux chambres du congrès étaient le Sénat et la Chambre des Législateurs. La concentration de la puissance dans les mains de la Chambre des Législateurs a mené au régime postérieur des Législaturalistes.
Sous le Législaturalistes, le pouvoir a été concentré dans les mains des clans de Législaturalistes, qui ont pris toutes les décisions sous une façade de démocratie. Le pouvoir exécutif a été donné à un président héréditaire et un Cabinet. Le régime a été soutenu par les militaires, les agences de police secrètes et les "directeurs d’Allocataires" ; les politiciens qui contrôlent le vote des Allocataires. Le Quorum du Peuple, un corps spécial constitué par les directeurs d’Allocataires a été incorporé à la branche législative.
À l’époque du livre Mission Basilic, le RPH est dirigée par le président héréditaire Sidney Harris, la République populaire de Havre est une nation-étoile en expansion rapide. Ses membres éminents inclus le secrétaire pour des Affaires étrangères Ronald Bergren, le secrétaire de la Guerre Elaine Dumarest, et le secrétaire à l'Économie Walter Frankel. Frankel avait récemment émis l’idée que la forme courante de gouvernement était condamnée et que pour que le Havre survive il fallait réformer son système économique, ce que Robert Pierre a essayé et Eloise Pritchard mis en application.
Le renversement des Législaturalistes a vu l'ascension du Comité « provisoire » de salut public de Pierre, qui devait gouverner la République populaire jusqu'à ce que l'ordre ait été reconstitué et la guerre avec Manticore gagnée. Le Comité semble inclure le Cabinet, comme les secrétaires du Cabinet sont désignés sous le nom de "Citoyen Membre du Comité". Le Comité est mené par un président, qui a le pouvoir des anciens présidents héréditaires (et l’a considérablement augmenté).
Le nouveau gouvernement qui a émergé après que le coup d’État de l'amiral Theisman a reconstitué la Constitution originale de la République de Havre, donc le nouveau congrès se compose du Sénat et de la Chambre des Représentants.
Le capital de la République est la ville de Nouveau Paris, lieu de résidence de trente-six millions d'habitants.
La monnaie havrienne est un système de crédits électroniques attachés à la puce d'identité individuelle. Un crédit est divisé en cent centicredits.
Peut-être le seul fait sur lequel Manticore et Havre sont complètement en accord est l'opposition à l'esclavage génétique, qui en fait deux ennemis jurés de Mesa et de ses intérêts commerciaux.

#### Agences de sécurité et de renseignement
Pendant le régime des Législaturalistes, la République populaire a eu un certain nombre d'agences responsables du maintenir de l'ordre et de supprimer la dissidence anti-gouvernementale dans les mondes de la République (particulièrement ceux qui avait été de annexée de force). La plus importante de ces agences était le Bureau de la Sécurité Interne (SecInt en abrégé), soutenu par d'autres tel que la Police d'Hygiène Mentale (PHM), qui a eu la plus mauvaise réputation dans la République) et la sécurité navale (NavSec, dépendant directement du département de la guerre). La Marine populaire avait sa propre branche du renseignement, connue sous le nom de Renseignement Naval (NavInt).
Quand le Comité de salut public a pris le pouvoir, SecInt, PHM, NavSec et NavInt ont été combinés dans un "Service de sécurité de l'État", connu sous le nom de SerSec ou SS. L'abréviation généralement utilisée dans les livres est SS, certainement pas une coïncidence. Cette agence, personnellement menée par Oscar Saint-Just, est devenue plus brutale et répressive que n'importe laquelle de ses prédécesseurs, écrasant n'importe quelle déloyauté perçue face au nouveau régime, particulièrement chez les militaires, qui ont souffert de purges sans fin. Il y avait également une Police de l’Ordre Public, responsable de le respect de l’ordre normal.
En plus de la puissance qui est venue avec le fait d’être l'agence de sécurité la plus puissante de la République populaire, on a permis à SerSec d'armer ses propres forces militaires, et Saint-Just prévoyait par la suite de fusionner la Marine et les Fusiliers avec SerSec. Ces plans ont été interrompus par coup d’État de l’amiral Theisman, après quoi SerSec a été officiellement dissous - quoique plusieurs groupes de militaires de SerSec ont résisté au nouveau gouvernement pendant des années.
La République de Havre reconstituée a établi deux agences séparées : le Service de Renseignement Fédéral (SRF), responsable des opérations de rassemblement de l'information et d'espionnage à l’étranger, et de l'Agence fédérale d'investigation (AFI), menée par le Général Kevin Usher, qui a remplacé SerSec dans ses rôles internes de sécurité, quoique sans ses éléments répressifs. C'est clairement une allégorie pour les CIA et FBI des États-Unis. Le renseignement naval a été ressuscité et reconstituée sous le contrôle de la marine.

#### Militaire
La force spatiale Havrienne est connue en tant que Marine Populaire, renommée après le coup d’État de l'amiral Theisman en tant que Marine Républicaine. En raison du volume d'espace nécessitant le maintien de l'ordre et le contrôle, la Marine Populaire est considérablement plus importante que la Flotte royale manticorienne et compte davantage sur le personnel conscrit pour équiper sa grande flotte de vaisseaux de guerre. L'efficacité au combat de la Marine Populaire a été entravée par son développement technologique comparativement inférieur et par les effets dominants du patronage, du favoritisme et de l'interférence politique.

Pour les combats au sol, la Marine Populaire est soutenue par les Fusiliers Populaires, une force terrestre consacrée au combat armée avec des tanks et des armures de combat. Les Fusiliers Populaires fournissent également des unités de troupe à bord des vaisseaux de la Marine populaire. 

L’Armée populaire a été mentionné brièvement dans le roman "Missions Basilic" où le colonel Westerfeidlt est cité comme colonel dans l'armée de la République. Aucune information additionnelle n'a donné au sujet de l'Armée Populaire depuis. 

Pendant la règne du Comité de salut public, on a permis au Service de sécurité d'armer sa propre flotte de vaisseaux de guerre et d’entraîner ses propres troupes terrestres. Ces forces, connues sous le nom de "forces navales du Service de sécurité" et "forces terrestres du Service de sécurité" ont été seulement prévues pour combattre les ennemis internes de la République populaire - les militaires et les civils. Après la chute du Comité, l’armée privée de SerSec a été dissoute.

### Royaume stellaire de Manticore
Le Royaume stellaire de Manticore est généralement connu comme Manticore. Le Royaume stellaire de Manticore a été fondé dans le Système de Manticore, qui se compose d'un système d’étoiles binaires avec trois planètes habitables pour les hommes, et de la jonction du nœud central du trou de ver de Manticore. Cette combinaison unique de planètes habitables et du monopôle local du voyage instantané par l'intermédiaire de la jonction ont rendu le Royaume stellaire de Manticore économiquement et diplomatiquement énormément plus puissant que la norme pour un système d’étoile-nations unique. En effet, Manticore peut, très favorablement, être comparé à la plupart des systèmes de Ligue solarienne qui sont généralement habitées depuis plus longtemps, contiennent des populations plus nombreuses et ont des infrastructures plus importantes que le Royaume stellaire de Manticore. Ces atouts favorables, et des efforts financiers exigés pour les exploiter correctement, ont entraîné le développement d'une forte marine marchande et des programmes de recherche bien financés. Manticore a également une marine militaire très efficace avec une forte tradition d'excellence et d'histoire institutionnelle.

#### Histoire
Manticore a commencé en tant que colonie cryogénique (vaisseau sub-luminique, arche interstellaire) partie de la Terre. L’expédition était particulièrement bien préparée et de l'argent avait été laissé sur Terre pour protéger la colonie contre des tentatives de prise de contrôle du système avant l’arrivée du vaisseau. Pendant les 640 années nécessaire au vaisseau colonie ‘’Jason’’ pour se rendre à Manticore, les développements en technologie de la gravité avaient rendu le voyage hyper-spatial sûr. Par conséquent, à leur arrivée les colons ont été accueillis par des employés établissant déjà l'infrastructure sur Manticore, la plus tempéré des trois planètes habitables du système.
Peu de temps après, une peste (probablement d’origine locale) a tué plus que la moitié de la population. En réaction à cet événement, un régime monarchique a été introduit de façon à éviter la prise de contrôle du système par les nouveaux colons invités à le repeupler. Ces nouveaux colons ont été divisés deux catégories censitaires, ceux qui pouvaient payer tout ou une certaine partie de leur voyage (Yeomen) et ceux ne pouvant pas (des Zéro-Compensateurs). Cet arrangement dominé par une aristocratie a été modifié par Elizabeth I, le deuxième monarque, qui s’avéra être meilleur en manœuvres politique que la noblesse ; après elle, le RSM a eu une monarchie efficace, et non simplement un prête-nom constitutionnel

#### Structure politique
Le RSM est depuis longtemps une monarchie constitutionnelle.
Son chef d’État est, au moment de l’histoire des romans, la Élisabeth III.
Le Parlement se compose d'une Chambre Haute (la Chambre des Lords) dont l'adhésion est héréditaire, et d'une Chambre Basse (la Chambre des Communes) dont les membres sont élus et ne peuvent être des membres de l'aristocratie.
La Couronne est le Chef d'État, et nomme un gouvernement formé par les partis politiques dominant au Parlement. La puissance exécutive de la Couronne est exercée par le Cabinet, mené par un premier ministre qui doit être à la tête d’une majorité à la Chambre des Lords.
La prise de décision politique dans RSM est fortement affectée par les conflits politiques entre les principaux parties. Un exemple est l'annexion de la planète Méduse, près d’un terminus récemment découvert de la jonction. Elle n’a pas pu être inclus au RSM suite a l’opposition du parti libéral et de l'association conservatrice. Au lieu de cela, une faible majorité parlementaire, a décidé de former un protectorat sur la planète. Un autre exemple est la déclaration de la guerre contre la République populaire de Havre après leur attaque sur la marine du RSM et de sa base de Hancock. L'association conservatrice a refusé de voter pour la déclaration en partie en raison de la cour martiale qui attendait le capitaine Pavel Young, le fils le plus âgé du chef efficace de l'association. Le parti libéral s’est opposé à la déclaration même après l'attaque partant du principe que la violence n'a jamais rien arrangé, et est, de toute façon, presque toujours illégitime.
Les six principaux partis politiques de Manticore sont : 
- Le parti centriste, favorable à une politique étrangère anti-Havrienne dure et à une politique domestique conservatrice de contrainte fiscale. Les centristes ont été derrière l'expansion navale de Manticore et ont été la force derrière la formation de l'Alliance de Manticore (des nations-étoiles situées sur le chemin de l'expansion du Havre).
- Les loyalistes à la Couronne, dont le souci principal, est la limite à toute mesure et la conservation de la puissance de la Couronne. Ils sont le plus représentés sur Gryphon pour des raisons historiques. Les loyalistes forment habituellement des coalitions avec les centristes.
- Le parti libéral, qui cherche à mettre en application quelques mesures d'état providence et se méfie fondamentalement des actions militaires. Leur principe primordial dans la politique étrangère est que la¨violence ne résout jamais rien.
- L'association conservatrice, une faction politique réactionnaire qui résiste activement à n'importe quelle mesure qui pourrait menacer les privilèges de l'aristocratie en général et de la Chambre des Lords en particulier. Leur politique étrangère est isolationniste (car l'expansion menace de diluer leur influence).
- Le parti progressiste, qui s'oppose au déficit budgétaire comme les centristes, mais souhaite réduire la dépense militaire et a peu d'intérêt pour la politique étrangère. Les progressistes croient également qu'il y a peu d'espoir de gagner une guerre contre Havre.
- Le parti des hommes nouveaux, une faction qui s'oppose à la concentration de la puissance dans les mains de l'aristocratie et "du pouvoir qui est". Il est d’un caractère ambigu dans la politique de Manticore, se joignant avec n'importe quelle faction qui favorisera leurs intérêts au Parlement.

#### Affaires étrangères
- Alliés
  - Grayson à partir de 1903 PD.
  - Erewhon de 1910 P.D. à 1919 P.D. 
 Note : En raison de la politique du gouvernement du baron Haute-Crête, Erewhon a quitté l'alliance et a signé un traité mutuel de défense avec la République de Havre. À la reprise de la guerre active entre l'alliance et le Havre, Erewhon ne participe plus à la guerre, car n'est pas obligé de se joindre à la République du Havre. Cependant, Erewhon a fait profiter la République du Havre d’une bonne partie des progrès technologiques réalisés par l'alliance pendant la première guerre.
  - L'Empire andermien à partir de 1920 P.D. (Le RSM ayant décidé l'Empire d'annexer et de se partager la Confédération silésienne)
  - et de puissances mineures (Zanzibar, Alizon, ...)
  - La République de Havre à partir de 1922 P.D.
- Ennemis
  - Masada en 1903 P.D.
  - La République populaire de Havre de 1905 P.D. à 1915 P.D. (trêve)
  - La République de Havre de 1919 P.D. (fin de trêve avec l’opération Thunderbolt) à 1922 P.D.
  - La Ligue solarienne à partir de 1921 P.D. 
 En raison de sa domination par Manpower Inc (l'organisation génétique d'esclavage), le RSM a longtemps été, plus ou moins, impliqué dans une guerre froide avec Mesa
- Neutralité
  - La Ligue solarienne jusqu’en 1921 P.D.

#### Localisation
Ses principaux systèmes et planètes : 
- Le Système de Manticore : 
  - Manticore A III : Manticore, une planète tempérée avec un climat particulièrement doux, la gravité est de 1G.
  - Manticore A IV : Sphinx, une planète froide avec une année très longue et des hivers très durs, les espèces indigènes incluent les chats-sylvestres (espèce cognitive), la gravité est de 1,35G.
  - Manticore B V : Gryphon, une planète froide avec une inclinaison axiale supérieur à celui de la Terre qui cause des variations saisonnières extrêmes de climat, gravité légèrement supérieure à 1G.
- Le Système de Basilic : (Système connecté à Manticore par un trou de ver)
  - Méduse, une planète habitée par une espèce cognitive indigène (Médusiens, parfois appelé Échassieux), qui sont dans leur âge de pierre (ou équivalent) lors de leur découverte.

#### Systèmes annexés
Au cours des événements racontés dans les livres, le RSM annexe également : 
- Une grande partie de la Confédération silésienne entre l'Empire andermien et elle.
- Le système de l’Étoile de Trévor (un des terminus de la jonction de trou de ver de Manticore), situé dans les limites courantes de la République de Havre.
  - Saint-Martin, la planète à la plus forte gravité habitée par des humains, autrefois indépendante, puis conquise et occupée par la République populaire de Havre. Elle a demandé et obtenu son adhésion au RSM après la libération par l'Alliance.
- Le Terminus de Lynx, un terminus du trou de ver de Manticore, annexé dès sa découverte.
- Le Système de Lynx, le système habité le plus proche du Terminus de Lynx
- L'Amas de Talbott, un groupe d’étoiles avec plusieurs planètes habitées juste au-delà des frontières courantes des systèmes contrôlés par la Ligue solarienne, mais à quelques centaines d'années-lumière du système de Manticore, mais proche du terminus de Lynx. Comme San-Martin, les planètes de l'Amas, ont également demandé l'annexion par le RSM. Elles ont considéré ceci comme une alternative beaucoup plus acceptable que l'incorporation dans la Ligue solarienne en tant que mode de la Marge sous contrôle de la sécurité aux frontières c'est-à-dire sans avoir les droits des membres de la Ligue.

Selon les paroles d'Honor Harrington, le RSM peut être maintenant considéré comme l’Empire stellaire de Manticore. Ce titre semble bien coller si l’on se projette cinquante ans en avant; l’Étoile de Trévor et l'Amas de Talbott devraient être entièrement au niveau d'infrastructure de Manticore dans tous les aspects appréciables. La quantité de ressources fiscales et de main-d'œuvre à ce point seraient de manière significative au-delà des montants déjà considérables qui peuvent être rassemblés dans le système de Manticore lui-même.

#### Économie
Bien qu’à l'origine colonisé comme une étoile-nation simple, le Royaume stellaire profite de plusieurs avantages que la plupart des étoile-nation n'ont pas : 
- le système de Manticore comporte trois planètes (Manticore, sphinx, Gryphon). La plupart des étoile-nations ont considérablement moins de surfaces habitables. Ceci entraine des avantages évidents sur le plan du développement possible pour l'infrastructure orbitale, et son impact sur le PNB du système, ainsi qu’en capacité de population.
- le système de Manticore contient également le trou de ver de Manticore. Découvert approximativement 100 ans après que le Royaume stellaire ait été fondé, c'est la plus grande jonction de trou de ver jamais découverte. Au début seul six destinations étaient accessibles par l'intermédiaire de la jonction.
  - Sigma du Dragon (situé dans la Ligue solarienne, à seulement 19 années-lumière de la Terre, offre l'accès le plus rapide au système de Sol et à la planète d’origine de l'humanité) comprend la planète Beowulf ;
  - Grégor (un système double situé dans l’Empire andermien près de la Confédération silésienne, la planète la plus proche du terminus du trou de ver est une République indépendante),
  - l’Étoile de Trévor (système indépendant jusqu’à l’invasion par la République populaire de Havre, il a été repris par l’Alliance pendant la première guerre Havre-Manticore),
  - Phénix (système de la Ligue solarienne),
  - Basilic (qui a été annexé par Manticore).
  - Matapan
  - plus tard dans l'Honorverse, un septième terminus de jonction a été découvert en relation avec l'Amas de Talbott. Ce secteur, autrefois à l’extrémité de l'espace contrôlé par les humains, est bien placé pour une croissance explosive depuis qu'il a un accès direct aux autres terminus de la jonction.

En grande partie grâce au péage et aux honoraires d'utilisation du passage par la jonction payés par les navires, le Royaume stellaire a un produit net bancaire supérieur à celui d’un système unique, en dehors de la Ligue solarienne. 

C'est cet énorme avantage économique qui a permis à Manticore de maintenir ses programmes, fortement productifs, de recherches et de développement, et de financer le budget de la Marine royale de Manticore.
Ce même avantage économique se prête également à une diplomatie et des relations étrangères fortes, avec comme menace la fermeture de la jonction à la flotte commerciale d’une nation-étoile qui aurait comme conséquence une perte de compétitivité de celle-ci face à ses concurrents pour les affaires de transport de la cargaison interstellaire. 

En conclusion, il y a des avantages militaires stratégiques évidents au déplacement par l'intermédiaire de la jonction de flotte militaire; et de vulnérabilités des forces hostiles utilisant la jonction pour entrer de force dans le système de Manticore.

#### Militaire
La principale branche des militaires du Royaume est la Flotte royale manticorienne. La FRM est le principal service en ce qui concerne le budget et en nécessité ; le contrôle du système et des orbites planétaires excluant d'autre action militaire dans de nombreuses circonstances. Avec une tradition de cinq cents ans, la FRM a amassé une expérience et des connaissances institutionnelles considérables, et durant ces années a évolué de ses débuts de force de la défense de système à une flotte se concentrant principalement sur la protection du commerce et de la marine marchande de Manticore.

La FRM est considérée comme une des marines de premier plan de la galaxie.

Soutenue par les ressources significatives de Manticore, la FRM est encore plus aidée par des programmes, mis en application, de recherches et de développement. En particulier depuis le début de la guerre avec Havre, la FRM a vu ses possibilités se développer explosivement comparées à ce qui avait été la pointe de la technologie avant le début des hostilités. 

Pour ce qui est des possibilités de combat, il n'y a littéralement aucune comparaison entre la FRM d'avant-guerre et FRM durant la guerre. Un Supercuirassé d'avant-guerre de la FRM ne peut contenir sur un flanc que quelques douzaine de tubes-missiles avec une distance de lancement optimale de six millions de kilomètres. Un Supercuirassé de la FRM développé lors de la guerre peut engager dans une attaque de missile, des capsules contenant autant de missiles qu’il a de circuits de contrôle de mise à feu (plusieurs centaines) avec une distance de lancement optimale de cent cinquante millions de kilomètres.
Les autres branches militaires de Manticore sont les Fusiliers marins royaux de Manticore et l'Armée royale de Manticore. Ce sont des forces terrestres professionnelles qui agissent de concert avec la FRM dans les actions de sécurisation de planètes, stations spatiales et navires ennemis. Les Fusiliers sont chargés du maintien de la sécurité, fournissant des forces de réaction rapide à bord des navires de la FRM et de mener des assauts planétaires, tandis que l'armée est chargée de défendre la surface des planètes du Royaume, de renforcer les attaques initiales menées par la marine et les Fusiliers et fournir des troupes de garnison pour les planètes occupées.

## Organisations d'Honorverse

### Armées

#### Armée de Grayson
L’armée de Grayson constitue la force militaire terrestre et embarquée de Grayson. La Flotte Spatiale Graysonienne n'a aucun fusiliers. Toutes les troupes d’assaut à bord des navires sont de l'Armée de Grayson. Les Seigneurs (en gros un titre équivalent à celui de duc de Manticore) sont obligés d’être escortés par au moins trois de leurs hommes d’armes, gardes du corps personnels qui ont une commission de réserve dans l’Armée.

#### Armée impériale andermienne
L'armée impériale andermienne est l'armée de terre de l'Empire andermien. En plus de son rôle de combat et de défense au sol, l'armée fournit également des troupes pour le service à bord des vaisseaux de la marine impériale, car l'Empire andermien n'a aucun corps de fusiliers. Une unité célèbre de l'armée impériale est le régiment de Hussars Totenkopf, qui sert de garde personnelle de l'Empereur. Quelques membres de la famille impériale qui servent dans les militaires (tels que le grand amiral Rabenstrange) peuvent, sur la demande de l'Empereur, avoir des troupes de Hussars Totenkopf sous leur ordres.

#### Armée royale de Manticore
Les forces militaires de Manticore sont réparties en trois grands groupes : la Flotte Royale Manticorienne, les Fusiliers marins royaux de Manticore et l'Armée royale de Manticore. Les Fusiliers sont chargées du maintien de la sécurité, fournissant des forces de réaction rapide à bord des navires de la FRM, et de mener des assauts planétaires, tandis que l'armée est chargée de défendre la surface des planètes du Royaume, de renforcer les attaques initiales menées par la flotte et les Fusiliers et fournir des troupes de garnison pour les planètes occupées.

#### Fusiliers solariens
Les Fusiliers solariens agissent en tant que force rapide d'intervention de la Ligue, maintenant l'ordre dans toute la Ligue de concert avec la Marine.

### Flottes

#### Flotte spatiale graysonienne
La Flotte de Grayson ou Flotte spatiale graysonienne (FSG) est la force spatiale de la planète Grayson. Les navires de Grayson ont le préfixe "VFG".

##### Historique
Jusqu'à ce que Grayson rejoigne l'alliance de Manticore, la Flotte de Grayson était désespérément désuète et en majeure partie détruite à la suite d'une brève guerre avec son voisin Masada. Juste avant qu'elle ait officiellement rejoint l'alliance de Manticore, deux destroyers de Manticore ont été perdus et deux croiseurs très endommagés. Après avoir rejoint l'alliance, Grayson a reçu une aide technologique massive de Manticore et a rapidement reconstruit sa flotte avec cette nouvelle technologie.
Au fil des épisodes, elle grandit sans cesse et se hisse au 2e rang de l'alliance manticorienne au niveau technologique et au 3e rang en termes de tonnage depuis l'arrivée de la flotte andermienne.

##### Technologie
Les navires de Grayson sont différents des navires de Manticore, de Havre et de l'Empire andermien du fait qu’ils possèdent peu d'armes mais que ces armes sont elles-mêmes beaucoup plus puissantes. Par la suite, la conception des navires de Manticore et de Grayson est faite de concert ce qui explique que leurs navires soient en grande partie semblable dans leurs conception et fonction. Les plus récentes conceptions de Manticore ont été influencées par le succès des navires de conception Graysonienne.

En raison des difficultés à développer la technologie de la fusion, Grayson a continué à utiliser des réacteurs à fission longtemps après que les autres nations furent passées à la fusion. Ceci signifie que Grayson a développé des réacteurs à fission qui étaient bien plus petits, plus sûr, et plus efficaces que n'importe où dans la galaxie. Cette technologie a été reprise par Manticore et employée pour développer des drones de reconnaissance, des BAL et, par la suite, des missiles plus avancés. 

En outre, en développant sa propre version du compensateur d’inertie, Grayson a employé une méthode que "chacun savait ne pas fonctionner" mais qui fonctionnait réellement. Manticore a perfectionné cette technologie une fois que Grayson eu démontré son intérêt, donnant ainsi aux navires de l’Alliance un avantage en termes d'accélération sur ceux du Havre.

##### Composition
La Flotte de Grayson n'a aucun fusiliers. Toutes les troupes à bord des navires sont de l'Armée de Grayson. 

La Flotte de Grayson se compose de sa flotte principale, avec sa chaîne de commandement régulière, et de l’Escadre personnelle du Protecteur qui répond directement au Protecteur, dirigeant de Grayson, et commandé par le champion du Protecteur (durant les romans, Honor Harrington). Cette escadre est une singularité en soi, puisqu'une grande partie de son personnel, lors de sa création, est constitué d’expatriés et d'anciens prisonniers de la République populaire de Havre avec laquelle l'Alliance de Manticore est en guerre.

##### Uniforme
L'uniforme de la Flotte Spatiale Graysonienne ressemble à l'uniforme de l'Armée de l'Air des États-Unis, avec une veste, un pantalon bleu, une chemise bleu clair et une cravate.

#### Flotte de la Ligue solarienne
La Flotte de la Ligue solarienne (FLS) est la force militaire de la Ligue solarienne

##### Division artificielle de la Marine
La FLS est divisée en deux communautés séparées (officieuse qui n'est pas censée exister, mais qui existe dans les faits) :
- la « flotte de guerre » ;
- la « flotte de frontière ».

En fait, les officiers de la FLS passent leur carrière entière dans une branche ou l'autre alors qu’ils sont censés (par la loi) être transférés de l’une à l’autre. Mais ils ne le sont pas, dans une grande partie en raison du fait que la FLS est plus corrompue et décadente que la FRM ou la FPH l’étaient à leur plus mauvaise période. Des officiers qui choisissent de servir dans la « flotte de frontière » sont essentiellement refusés au service de « flotte de guerre » parce que la FLS en est venue à considérer la flotte de frontière comme une force de police / patrouille de frontière / douane alors que la « flotte de guerre » serait une force de « combat ». En plus de la division entre ces deux flottes, la « flotte de guerre » (malgré sa propre grosse et heureuse arrogance) fait preuve de dédain face au carriérisme, au trucage des comptes, au versement de pôt de vin des bureaucrates solariens exploitant les systèmes, à la disposition illégale de la propriété publique pour le gain privé, etc., de la « flotte de frontière », faits qui sont effrénés dans le FLS. Or les faits de corruption sont encore plus effrénés dans la « flotte de guerre » que dans la « flotte de frontière ».
La bataille du Croisement de Farley est la dernière bataille d’importance de la FLS avant le début de l'histoire. Elle a eu lieu approximativement deux siècles (un peu moins) avant l’action des romans de la série de Honor Harrington. En outre, s’il y avait 600 vaisseaux, moins d’une douzaine étaient des vaisseaux du mur.
C'était essentiellement une action de flotte de frontière, avec environ 160 navires de la FLS faisant face et détruisant environ 3 fois leur nombre de plus petites unités (y compris certaines du contingent de Flotte d’Autodéfense du système du Croisement du Farley). L’opposition a été détruite en raison de la technologie supérieure, qui a masqué le fait que leur tactique a laissée à désirer. L'opinion de la flotte de guerre est que si ces fiers à bras de la flotte de frontière peuvent s’occuper si facilement de néobarbares, cela montre juste que personne n’aurait une chance contre la flotte de guerre. En d'autres termes, la FLS, institutionnellement, est parvenue à ne pratiquement rien apprendre de la bataille.
Référence a été faite aux observateurs de la FLS sur le front de la guerre Manticore-Havre et au fait qu'ils ont été ignorés. La principale raison est que pratiquement tous étaient des officiers de la flotte de frontière, et l'arrogance institutionnelle du corps d'officier de la flotte de guerre signifie que ce qu’ils ont à dire ne vaut rien.

##### Effectifs
Elle compte en temps de paix 155 millions de membres, dont 27,4 millions de spatiaux, membres d'équipages des navires, avant son premier affrontement majeur avec la Flotte Royale de Manticore, lors de bataille de Fuseau. L'une des plus petites organisations militaires de l'Histoire en pourcentage de la population qu'elle servait. L'effectif pouvant être triplé en cas de mobilisation générale.
Les premiers mois de guerre ouverte contre la Grande Alliance voit la perte (tués, blessés et prisonniers) de plus de cinq millions de spatiaux en juillet 1922 post-diaspora.
Au déclenchement des hostilités, la Flotte des frontières et la Flotte de guerre dispose de 2872 croiseurs de bataille en ligne et 180 en réserve. Plus de 400 sont perdus en 5 mois.

##### Vaisseaux du mur
Avec environ 10 000 supercuirassés essentiellement en réserve, la Ligue Solarienne a, au début de l'histoire, de très loin plus imposante flotte de la galaxie, l'ensemble des autres marines n'en ayant qu'un millier.
Les vaisseaux capitaux de la FLS tendent à être plus anciens que ceux de la plupart des autres marines. C'est en grande partie parce que personne n'a été assez stupide pour attaquer la Ligue Solarienne depuis plusieurs siècles. Avant la guerre Manticore-Havre, la technologie militaire est restée relativement statique pendant des siècles. En conséquence, la FLS a eu tendance à maintenir des unités plus anciennes avec des mises à jour périodiques de leurs systèmes... et de telles mises à jour ont été généralement relativement mineures et spécifiques, non générales. Le fait que les unités de la FLS contiennent une atmosphère et sont sujets à un tout pour satisfaire les besoins de l’existence humaine, a un effet sur les vaisseaux en service actif, mais il est de bien meilleur marché de réparer / restaurer / maintenir les sections environnementales des navires que de construire une coque entièrement nouvelle. Il serait bien plus rentable d’ajouter de nouveau navire à l’inventaire, mais la différence en prix absolu est de beaucoup inférieure de l'autre manière, et ceci contrôle la politique de commandes en l'absence de menace ou de défi crédible au dogme institutionnalisé du corps des officiers de flotte de guerre.
Bien que la force de la flotte active Solarienne représente plusieurs fois celle de la Marine Populaire d'avant-guerre, ils maintiennent également une importante réserve de vaisseaux plus vieux, des vaisseaux mis en ‘’conserve’’ qui doubleraient au moins le tonnage de la FLS, s’il été activé. Malheureusement, la flotte de réserve n'a pas été mise à jour depuis long temps. La théorie (officiellement) est qu'il y a peu de nécessité dans leur mise à jour jusqu'à ce qu'ils soient réellement nécessaires, d’où l’idée de les mettre à niveau lorsqu’il y aura réellement besoin d'eux, plutôt que de jeter l'argent par les fenêtres à les moderniser partiellement (modernisations qui devront être refaites de toute façon) lors de leur utilisation. Dans la réalité, cependant, la réserve est une source de fausse confiance pour la FLS. Même les gens qui le savent intellectuellement tendent à les regarder en tant que vaisseaux de guerre efficaces qui peuvent être appelés rapidement à l'action sans considérer entièrement le coût, le temps de chantier, et l’équipage (c'est-à-dire le temps de formation de l’équipage) nécessaires.
La désuétude de ces navires est mise en avant de façon spectaculaire dans le tome XII En mission ou une flotte de 71 supercuirassés avec son escorte emportant un demi-millions de marins est laminé par des salves de missiles longue portée et contraint à la reddition sans pouvoir riposter face à une flotte de croiseurs de combats manticoriens embarquant 32 000 marins.
Devant les défaites successives, l'amiral Winston Kingford, commandant la Marine en 1922 post-diaspora, décide de ne conserver que 150 supercuirassés pour des missions de patrouille et de démobilisé le reste. L'invasion du système solaire par la Grande Alliance qui fait une démonstration de force en détruisant la flotte de réserve dans la zone de défense de la principale base solarienne sans aucune perte force la capitulation de celle-ci .

##### Forces d’Autodéfenses
À côté des militaires réguliers de la Ligue, les mondes membre ont également leurs propres forces militaires défensives, connues sous le nom de Flottes d’Autodéfense, comme la Force d’Autodéfense de Beowulf. Ces forces répondent au gouvernement local qui les a créées.
Les FAD (Forces d’Autodéfense) fournissent la majeure partie des forces légères exigées pour empêcher les manifestations de piraterie dans leurs propres secteurs, et peuvent être chargés par la FLS (avec l'accord des gouvernements locaux) de prolonger leurs activités à d'autres systèmes dans leur secteur si ces autres systèmes ne peuvent ou ne veulent pas mettent l'argent pour construire leurs propres FAD pour faire le travail.
Techniquement, tous relèveraient de la FLS en cas de guerre ou d'une déclaration d’état d'urgence ; dans les faits, bon nombre (si ce n'est pas la plupart) d'entre eux prendraient avant tout très soigneusement l’avis du gouvernement qui a payé les navires et le personnel, avant de faire quoi que ce soit.
La FLS a un pourcentage plus élevé d’unités légères que le FRM ou la Marine Populaire parce qu'elle est chargée de soutenir la Gendarmerie et La sécurité aux frontières, qui ont leurs propres troupes au sol pour maintenir l'ordre et promouvoir les intérêts de la Ligue (et de ses sociétés) aux franges de la Ligue et parce que toutes les fois que le territoire extérieur de la Ligue nécessite des opérations anti-piraterie, la FLS en est responsable.

##### Problèmes les plus importants auxquels la FLS doit fait face pour fournir une flotte de guerre efficace
- La flotte de guerre n'a pas livré de bataille réelle depuis plus de 300 ans avant d'être confronté à la Flotte royale manticorienne.
- La FLS sait que personne ne peut menacer la Ligue; il n’y a donc aucune menace crédible à la sécurité de la Ligue, indépendamment des quelques nouveaux jouets idiots avec lesquels certains des néobarbares jouent.
- La FLS a le Prolong... et aucun équivalent de la politique de la FRM de rotation des officiers supérieurs pour s'assurer que leur expérience reste à jour. Les officiers supérieurs de la FLS ont presque tous bien au-dessus d'un siècle d’âge, avec des habitudes de pensée et de vue de ce qui transforme des groupes de vaisseaux en flottes militaires efficaces. Les officiers supérieurs de la FLS ont été formés quand ils étaient dans leurs 30 et 40 ans (et dans une flotte institutionnelle qui n'a pas eu à faire la guerre depuis des siècles.).
- Avant l'apparition des innovations récentes (romans), la technologie des vaisseaux de guerre était restée fondamentalement stable et inchangée pendant environ trois cents années. Des avances s'étaient produites, mais elles n’avaient été que des améliorations construites autour des mêmes modèles, des mêmes systèmes d'arme, idem pour les contre-mesures. De manière primordiale la doctrine avait été bloquée et toutes les décisions de fourniture de flotte de guerre de la FLS ont été prises en fonction de la doctrine, pas des possibilités offertes par la nouvelle technologie qui n'avait pas encore été incorporée dans la doctrine existante.
- La FLS est une partie d'un système bureaucratique énorme corrompu, et cette corruption bureaucratique se retrouve dans ses priorités budgétaires et les achats de fourniture, aussi bien que dans la corruption et le mercantilisme privé. En outre, le financement de la FLS est combattu de façon permanente au niveau de la fonction publique, par la législature, qui éloigne et isole encore plus le processus de la réalité (ou, au moins, de la responsabilité).
- Une grande part du budget de la défense que la FLS reçoit tombe dans les poches d'amiraux corrompus, de fournisseurs civils corrompus, etc. Ce qui reste d'argent disponible est indispensable pour payer les besoins de la marine et doit être distribué selon des priorités d’une façon ou de l'autre. le côté de la marine qui fait réellement quelque chose (flotte de frontière) doit être payé d’une façon ou d'une autre.

La flotte de frontière obtient des mises à niveau dans l'électronique de façon régulière mais pas la flotte de guerre. La flotte de guerre est cependant considérée par presque chaque nation stellaire, (Ligue solarienne et FLS compris), comme la première force de guerre de la galaxie, malgré le fait qu’elle n'a pas livré de bataille depuis des siècles, ainsi elle n’a évidemment pas besoin de tous ces formations et ces nouveaux équipements. 
- La flotte de frontière s'exerce régulièrement dans les opérations qu'elle doit effectuer quotidiennement. La flotte de guerre s'exerce en utilisant des scénarios établis de simulation où tout fonctionne d'une manière ordonnée dans le cadre de sa doctrine. En conséquence, les simulations de la flotte de frontière tendent à découvrir des problèmes et des faiblesses potentiels, alors que la formation de la flotte de guerre renforce simplement sa perception d’avoir couvert ses bases.
- La technologie Solarienne ne se compare pas si favorablement à la technologie de Manticore, même dans le cas de la flotte de frontière, que certains semblent le supposer. Elle est sensiblement meilleure que la technologie de la République populaire de Havre (mais bien moins bonne que la technologie possédée par Havre après la reprise des hostilités avec Manticore). Mais si vous regardez les quelques exemples dans lesquels un vaisseau de Manticore s’est retrouvé confronté à la technologie solarienne, les solariens n’ont pas pu démontrer un avantage décisif (et vers la fin de la série, la technologie embarqué des solariens étaient même totalement surclassé). En fait, leur technologie a été inférieure à celle de Manticore pratiquement d'un bout à l'autre.
- Les navires de combat de la flotte de guerre de la FLS ont en moyenne presque 200 ans d'âge. Ils ne construisent pas de nouvelles unités de façon régulière, principalement parce que l'obtention des fonds pour les nouvelles constructions est si difficile face à un manque démontrable de menace.
- Les combats entre Havre et Manticore auraient dû servir d'avertissement au commandement de la FLS, en fait, il ne l’a été que pour quelques officiers de flotte de frontière. Mais la guerre entre le Royaume stellaire de Manticore et la République de Havre a duré pendant près de 20 années, et l'introduction des armes radicalement nouvelles n'était pas vraiment un dispositif important de la guerre jusqu'à l’opération Bouton d'or, ce qui signifie que les leçons des retards techniques de la FLS ont eu moins de 10 ans à filtrer. 10 ans contre une mentalité institutionnelle qui a pris des siècles pour se développer et est tenue par des officiers qui sont eux-mêmes vieux d’un siècle, et les rapports qu'ils ont viennent des observateurs de flotte de frontière dont les officiers supérieurs de la flotte de guerre ne tiennent automatiquement pas compte.
- Étant donné l'âge du mur de bataille de la FLS, la nature de la mise à jour qui serait exigée pour les rendre apte à combattre contre la moderne flotte Manticore ou les conceptions de Havre, nécessiteraient une reconstruction. Il serait meilleur marché—et plus rapide—de commencer par la conception et la construction de nouvelles coques.
- La capacité de construction en vaisseau de guerre de la FLS est concentrée dans peut-être un couple de douzaines de nœuds principaux. Il y a un certain nombre de systèmes stellaires dans la ligue qui pourrait devenir des centres principaux de production de vaisseau de guerre, mais ils n'ont pas été développées. Ceci a deux implications principales. 
  - La conception et l’industrie de la construction de vaisseaux de guerre est "une communauté fermée." Non seulement cela, mais certains centres de construction de vaisseaux se spécialisent dans certains types de construction et d'entretien. Quatre-vingts pour cent des centres existants se spécialisent dans la flotte de frontière, et ne construisent rien plus lourd que des croiseurs de combat. Les chantiers spatiaux qui construisent le nombre restreint de vaisseaux de mur qui sont financés, le font réellement très lentement, en partie pour maintenir une main-d'œuvre expérimentée, et en partie parce qu'ils sont très "traditionnels" dans leurs techniques de conception et de construction. Ce faible taux de construction de bâtiment, conduit également à l’augmentation du coût de nouvelle construction de vaisseaux du mur à quelque chose comme au moins deux ou trois fois celle de la FRM, encore plus pour la FSG.
  - Puisqu'il y a tellement peu de nœuds principaux de construction de vaisseaux, la capacité de construction courante en bâtiment de la FLS constitue un énorme échec potentiel. En effet, la FLS a une succession entière de Grendelsbanes, avec des degrés variables de vulnérabilité. Encore, c'est que quelque chose dont la flotte de frontière se rend compte et l’a fait remarquer (sans beaucoup d'effet) à la flotte de guerre.

Mais en même temps, si la flotte de guerre est peut-être mauvaise, la flotte de frontière est une entité entièrement différente, et elle est assez grande par elle-même pour être plus importante en masse que la FRM, supercuirassés compris.

##### Influence de ce budget réduit sur la Flotte
Cela signifie que la Flotte de la Ligue solarienne est réellement considérablement moins efficace et moins techniquement avancée que beaucoup de FAD. Son corps d'officier supérieurs est composé d’une majorité de carriéristes, ses bureaux de recherche et développement sont faiblement financés et généralement (pour des raisons budgétaires) en concurrence avec l'industrie privée quand il s’agit d’attirer les meilleurs chercheurs, et plus d'argent entre dans le maintien de la peinture et de l'aspect extérieur des bateaux que dans la formation, etc.
Ce n'est pas vraiment que les personnels de la FLS sont stupides ; c'est qu'ils ont été si bien isolés des réalités hors des mondes du noyau depuis tellement longtemps qu'ils n’y pensent plus vraiment.
Les « commandants de la flotte de frontière » ont une appréciation beaucoup plus réaliste des faits et que si la FLS doit réellement faire la guerre, le personnel qui remplacerait ce « bois mort » serait tiré des cadres de cette flotte de frontière. Cependant, même eux n'ont pratiquement aucune expérience dans les sortes d'opérations dans lesquelles les flottes de Manticore et de la Havre sont engagés.
Leur expérience est dans des opérations de relative petite taille, et leur technologie – si elle peut se comparer à celle de la RPH, du RSM, ou des FAD de la LS - est généralement de beaucoup supérieure aux forces dépareillées qui s'opposent à eux. Ils n'ont, pour ainsi dire, aucune expérience de première main pour suggérer que leur matériel ne soit pas le meilleur dans la galaxie explorée.

#### Flotte impériale andermienne
La Flotte Impériale Andermanienne (FIA) est la force spatiale de l'Empire andermien. Comme force navale spatiale de l'Empire, la FIA est responsable de défendre les systèmes de l'empire contre les forces ennemies. Mais elle est également responsable de "montrer le drapeau", ainsi que de l'annexion de nouveaux systèmes dans l'empire et de maintenir une présence dans les zones d'intérêt de l'empire comme c’était le cas de la Confédération silésienne avant son annexion, où la FIA gardait un fort contingent.

##### Technologie et Doctrine navale
Les navires de la FIA montrent une prédominance des missiles en tant que système d'armes primaire au lieu des armes d'énergie (ce qui leur donne l'avantage dans le combat à longue distance mais pas tellement dans le combat rapproché), et sont habituellement plus petits et moins massifs que leurs équivalent de Manticore. À la différence de leurs équivalent de Manticore ou de Havre, les vaisseaux de guerre Andermiens sont peints en gris nébuleux au lieu du blanc, et les navires portent un blason avec leurs noms au lieu de leurs numéro de coque.
Dans les romans récents de la série, la FIA a atteint un niveau technologique proche de celui de la Marine royale de Manticore, après avoir développé des capsules de missiles, des supercuirassés porteurs de capsules, des croiseurs de combat porteurs de capsules et après avoir copié la nouvelle technologie de compensateur d’inertie de la FRM. C'est le résultat du travail très efficace des services de renseignement de l'empire.
Les troupes à bord des navires de la MIA sont fournies par l'Armée impériale andermienne, car il n'y a aucun corps de fusiliers spécifique. Quelques commandants, très bien vus par l'Empereur, peuvent recevoir des membres des forces d'élite que sont les Totenkopf Hussars (la garde personnelle de l'Empereur Andermanien) comme troupes de bord.

##### Rangs
Comme l'Empire andermien est fondé sur la tradition et la culture allemande, les rangs de la MIA sont donnés en allemand, avec quelques variations.
Officiers
- Grossadmiral
- Admiral
- Vizeadmiral
- Konteradmiral
- Kommodore
- Kapitän zur Sterne
- Fregattenkapitän
- Korvettenkapitän
- Kapitänleutnant
- Oberleutnant zur Sterne
- Leutnant zur Sterne

#### Flotte populaire de Havre
La FPH est la marine de la République populaire de Havre.

#### Flotte républicaine de Havre
La FRH est la marine de la République de Havre.

#### Flotte royale manticorienne
La Flotte royale manticorienne (FRM en abrégé) est la marine spatiale du Royaume stellaire de Manticore.
Les origines de la Flotte royale manticorienne remontent aux débuts de la colonie de Manticore. Les colons originaux avaient laissé un montant considérable d'argent sur Terre pour garantir leurs intérêts jusqu’à leur arrivée à Manticore (un voyage qui a pris sept siècles). Entre autres choses, avec l'invention du voyage hyper (qui a ramené le temps de voyage aux mois plutôt qu'aux siècles) la Fondation Colonie Manticore a employé cet argent et les intérêts pour acquérir quatre petites frégates qui ont été expédiées pour protéger le système contre des installations plus précoces ; quand le navire de la colonie est arrivé, ceux-ci ont formé le début de la marine de Manticore. Pour les décennies suivantes la marine du système de Manticore est restée une flotte de défense de système réduite. Sous le commandement du commodore Edouard Saganami la FRM est devenue une force avec qui compter, et la découverte de la jonction de trou de ver de Manticore a modifié les objectifs de la FRM, la flotte étant augmentée pour protéger la marine marchande croissante de Manticore. Alors que la menace de la République populaire de Havre apparaissait indistinctement, le roi Roger III et le Premier ministre Allen Summervale ont commencé un programme naval qui a placé la FRM au rang d'une des plus grandes flottes dans l'espace humain.

##### Structure de commandement
Dans la structure de commandement, le roi ou la reine de Manticore est le commandant en chef des forces armées de Manticore.
- Premier Lord de l'Amirauté : le directeur civil de la Flotte royale de Manticore, il dirige la politique navale globale décidée par le Cabinet.
- Deuxième Lord de l'Amirauté : un autre fonctionnaire civil, qui est responsable de la gestion budgétaire et fiscale de la FRM.
- Troisième Lord de l'Amirauté : il s’occupe de la santé et la main-d'œuvre.

Au-dessous des Lords de l'Amirauté on trouve les Lords de la Spatiale, les officiers supérieurs en uniforme de la FRM. Chaque Lord de la Spatiale dirige une branche spécifique, ou un bureau, ou la FRM :
- Premier Lord de la Spatiale : l'officier supérieur d'active de la Flotte royale de Manticore, responsable de la direction, de la gestion de la structure, des forces et du déploiement stratégiques global.
- Deuxième Lord de la Spatiale : s’occupe des planifications opérationnelles et tactiques et est le chef du Bureau de Renseignement Naval. Dirige le bureau de la planification
- Troisième Lord de la Spatiale : surveille la construction et l'entretien des vaisseaux de guerre selon des directives du Second Lord de l'Amirauté. Dirige le bureau de Construction des Navires (ConstNav)
- Quatrième Lord de la Spatiale : responsable de la recherche et du développement de nouveaux systèmes pour la marine. Dirige le Bureau des Armes (ArmNav)
- Cinquième Lord de la Spatiale : contrôle le recrutement et la main-d'œuvre, et surveille les transferts et les placements du personnel naval. Dirige le Bureau du Personnel (PersNav)
- Sixième Lord de la Spatiale : responsable de la formation et de l'éducation du personnel naval de Manticore en concertation avec le Troisième Lord de l'Amirauté et le Cinquième Lord de la Spatiale. Dirige le Bureau de la Formation
- Septième Lord de la Spatiale : responsable de la santé et du traitement médical de tout le personnel de la Flotte, administre les hôpitaux navals. Dirige le bureau médical (MédNav)

##### Rangs
(Le système de rang standard de l'OTAN a été appliqué. OF=officier, OR=autres grades.)

###### Officiers généraux
- OF-10	Amiral de la Flotte
- OF-10	Amiral de Flotte
- OF-9	Amiral (des Rouges puis des Verts)
- OF-8	Vice-amiral (des Rouges puis des Verts)
- OF-7	Contre-amiral (des Rouges puis des Verts)
- OF-6	Commodore

Les officiers généraux de la flotte de contre-amiral à amiral sont classés en deux catégories, des Rouges ou des Verts (par exemple, « contre-amiral des Rouges Mark Sarnow » ou « amiral des Verts Hamish Alexandre »), indiquant l'ancienneté. Être un officier des Rouges indique une promotion récente au rang, alors que le Vert est la division aînée. Le rang de commodore est exclu de ce système.
Historiquement la FRM a été divisée en escadrons de Manticore (vert) et de Gryphon (rouge). Cette division est maintenue parce que la moitié aînée de chaque grade est dans la division verte et bat un pavillon vert. La moitié junior bat un pavillon rouge. Les Commodores ont de larges fanions noirs car ils ne sont pas totalement officiers de pavillon. Les amiraux de flotte et l'Amiral de la flotte ne sont pas dédoublés de cette façon non plus.

###### Officiers
- OF-5	Capitaine (Senior)
- OF-5	Capitaine (Junior)
- OF-4	Commandant
- OF-3	Lieutenant-Commandant
- OF-2	Lieutenant (Senior)
- OF-1	Lieutenant (Junior)
- OF-1	Enseigne

Le rang de capitaine (Senior) est également connu en tant que "capitaine de la liste", car ils sont sur la "Liste officielle des Capitaines", une liste de tous les officiers qui ont atteint le rang du capitaine (Senior), classé par ordre d'ancienneté déterminée par la date à laquelle un officier atteint le rang de capitaine (Senior). Une fois Capitaine de la Liste, un officier à une promotion garantie au rang d'amiral par le jeu de l'ancienneté.

Les aspirants suivent le modèle de la Royal Navy, mais ils ne remplissent pas le rôle d'enseigne ; un peu comme une sorte d’adjudant.

###### Officiers spécialisés brevetés
- WO-5	Master Chief Warrant Officer
- WO-4	Senior Chief Warrant Officer
- WO-3	Chief Warrant Officer
- WO-2	Warrant Officer 1st Class
- WO-1	Warrant Officer 2nd Class

La FRM a des « adjudants », ce sont des sous-officiers. En termes d'ancienneté leurs rangs sont équivalents à ceux de sous-lieutenant à commandant, mais ils ne sont pas dans la chaîne de commandement. Un adjudant occupe une position de spécialiste normalement tenue par un officier, comme en machinerie.

###### Sous-officiers
- OR-9	Senior Master Chief Petty Officer of the Navy
- OR-9	Senior Master Chief Petty Officer
- OR-9	Master Chief Petty Officer
- OR-8	Senior Chief Petty Officer
- OR-7	Chief Petty Officer
- OR-6	Petty Officer First Class
- OR-5	Petty Officer Second Class
- OR-4	Petty Officer Third Class

###### Personnel du rang
- OR-3	Première Classe
- OR-2	Seconde Classe
- OR-1	Troisième Classe

###### Base historique
Cette structure hiérarchique est clairement basée sur celle de l’ancienne Royal Navy. La distinction entre capitaines senior et junior est semblable à celle des capitaines de la Royal Navy qui portaient historiquement une épaulette s'ils avaient une ancienneté de moins de trois ans. La promotion au grade de drapeau était sur la base de l'ancienneté sur la Liste des Capitaines. La Royal Navy a également séparé les grades de drapeau en divisions bleues, blanches et rouges (dans l'ordre croissant) sur la base de l'ancienneté.
Ceci est seulement basé sur l'histoire, et il y a quelques différences, particulièrement dans les règles d'ancienneté. Par exemple, dans la Royal Navy, le commodore était un appointement plutôt qu'un rang, et était conférée aux capitaines manquant d'ancienneté pour une promotion au rang de drapeau. Dans la FRM, le commodore est un rang auquel n'importe quel capitaine de la liste est garanti d’arriver s'il vit assez longtemps. Alice Truman a sauté directement de capitaine de la liste à contre-amiral, alors que Honor Harrington était passé directement de commodore à amiral dans la FRM.

## Lieux de l'Honorverse

### Amas de Talbott
L’Amas de Talbott est un groupe de dix-sept systèmes habités situés dans les « Marges » - le secteur de l'espace immédiatement au-delà des frontières de la Ligue solarienne -. Comparé à d'autres mondes de l’Honorverse, les systèmes de l’Amas ont été récemment colonisés, et ils sont sous-développés et pauvres.
L’Amas entre en jeu dans l’Honorverse après la découverte du septième terminus de la jonction de trou de ver de Manticore qui est située dans le système de Lynx, faisant partie de l’Amas.
Avec le précédent de l’annexion de San Martin (Étoile de Trévor) à l'esprit, plusieurs groupes d'intérêt dans l’Amas (dirigé par l’Union Commerciale Rembrandt) ont lancé un référendum sur une demande d'annexion par le Royaume stellaire de Manticore. L'annexion a été approuvée avec une majorité écrasante dans chaque système de l’Amas, et une convention constitutionnelle a été rassemblée pour organiser un gouvernement unifié de l’Amas sous la souveraineté de Manticore. En dépit de certaines tactiques de blocage par des politiciens de l’Amas, dans le but de préserver les structures de pouvoir existantes, une Constitution a été votée et l’Amas a rejoint le Royaume stellaire de Manticore.
La Sécurité aux Frontières a longtemps été la plus grande menace à l'indépendance et à la façon de vivre de l’Amas, car il a toujours visé l'annexion par la Ligue des systèmes de l’Amas. La Sécurité aux Frontières, en concert avec des sociétés solariennes et Mesa, s'est engagé dans une campagne pour soutenir les groupes violents dans l’Amas, avec l'intention de provoquer un chaos, forçant Manticore à se retirer et permettant a la Sécurité aux Frontières d’avoir l'excuse de la « pacification » pour prendre le contrôle de l’Amas. 

Le complot a été contrecarré par des éléments de la Flotte royale manticorienne.
Le groupe d'intérêt le plus puissant de l’Amas est l’Union Commerciale Rembrandt, un consortium de gouvernements, lignes marchandes et d’hommes d'affaires de quatre systèmes, avec son siège social sur Rembrandt. L'Union a été fondée par un marchand de Rembrandt, Bernardus Van Dort, comme un consortium avec le but de développer les économies de l’Amas et de rendre leurs systèmes assez forts pour résister a la Sécurité aux Frontières. Malheureusement, l'Union a recouru dans le passé à la force contre les gouvernements de l’Amas pour l’obtention de concessions à ses activités. L'Union (et Bernardus Van Dort) étaient la force d'entraînement derrière la campagne et le référendum d'annexion.
Note : le nom d’« Amas de Talbott » est réellement un terme mal approprié, car ce n'est pas un amas stellaire et il n’est pas centré sur le système de Talbott. C’est juste une désignation commode donnée par la Sécurité aux Frontières à cette région des Marges qu'ils surveillent depuis leur station du système de Talbott.

#### Systèmes

##### Celebrant
Un système situé au nord de l’Amas.

##### Dresden
- Planète habitée : Dresden
- Ville capitale : Oldenbourg

Jusqu'aux années récentes, Dresde était l'un des systèmes les plus pauvres de l’Amas, complètement dépourvu d'établissement d'enseignement et sans accès à la médecine moderne. Depuis que le gouvernement de Dresden a signé une entente avec l’Union Commerciale Rembrandt, la situation de Dresde s'est améliorée, bien qu'elle soit toujours loin de la prospérité.

##### Kornati
- Planète habitée : Split
- Ville capitale : Karlovac

Fondé par des colons d'héritage balkanique, Kornati est une nation-étoile pauvre dont le système politique est contrôlé par un groupe d'oligarches qui ressemblent au Législaturalistes havriens. Les conditions de vie sont loin d’être adéquates, et les classes inférieures de la société dépendent des aides de sécurité sociale fournis par le gouvernement. 

La Présidente kornatienne, Aleksandra Tonkovic, était le chef d'une faction qui retardait l’adoption d'une constitution pour que Manticore donne l'autonomie aux mondes de l’Amas – avec pour intention de préserver les classes régnantes existantes. 

Une ancienne parlementaire Kornatien, Agnes Nordbrandt, mène l'Alliance pour la Liberté de Kornati (ALK) dans une campagne brutale de terroriste visant à déposer le gouvernement existant et empêcher l'annexion par Manticore.

##### Montana
- Planète habitée : Montana
- Ville capitale : Brewster

Montana a été colonisé par des Américains du nord ayant l’intention de préserver leur façon de vivre. La culture et l'environnement de la planète ressemblent fortement au vieil ouest, et les Montaniens font preuve d’extrême individualisme, sont grognons et hommes d'honneur.
 
La force de police du système est le Service des Marshals de Montana. 

Un des principaux citoyens, Stephen Westman, a fondé le Mouvement d’Indépendance de Montana, un groupe qui a essayé d'empêcher l'annexion ; à la différence de Nordbrandt, Westman a essayé d’éviter de verser le sang, et s’est rendu après que le lien entre ses activités etlLa Sécurité aux Frontières est prouvé, un appui dont Westman était ignorant.

##### Nouvelle-Toscane
Un autre système de l’Amas gouverné un groupe d'oligarches. Son gouvernement a soutenu une Constitution qui « préserve » les structures traditionnelles de pouvoir de l’Amas.

##### Nuncio
- Planètes habitées : Pontifex, Basilica

Un système colonisé par les émigrés religieux. Comme pour Grayson, les conditions environnementales de la planète ont tué la plupart des colons originaux qui ont débarqué sur Basilica. Les survivants se sont réfugiés sur Pontifex, où la majeure partie de la population du système réside. À la différence de Grayson, les difficultés supportées par les colons les ont transformés en athées enthousiastes. 

Nuncio est peu abondamment peuplé et sévèrement en retard du point de vue technologique.

##### Pequod
Un système situé au « nord » de l’Amas.

##### Prairie
Un système membre de l’Union Commerciale Rembrandt

##### Redoubt
Un système membre de l’Union Commerciale Rembrandt

##### Rembrandt
- Planète habitée : Rembrandt
- Ville capitale : Vermeer

Un des systèmes les plus prospères de l’Amas. 

La colonie a été fondée par un groupe de Hollandais qui entendaient recréer la Renaissance pour créer une utopie, un projet qui a échoué en raison du climat, rude et froid, de la planète. 

Rembrandt a développé une grande – selon les normes de l’Amas - marine marchande et, avec trois autres systèmes, établis l’Union Commerciale Rembrandt, un cartel marchand puissant qui a apporté la prospérité à ces quatre mondes – avec parfois des contrats aux dépens du reste de l’Amas.

##### San Miguel
L'associé principal de Rembrandt dans l’Union Commerciale Rembrandt. Aussi relativement prospère comparé au reste de l’Amas.

##### Spindle
- Planète habitée : Flax
- Ville capitale : Thimble

Localisé près du centre de l’Amas, Spindle est un système standard de l’Amas : pauvre, sous-développé et dominé par une oligarchie cachée derrière une démocratie.
 
Le système sert de siège à la Convention Constitutionnelle, et sera également le centre du gouvernement une fois que l'annexion sera complète. Spindle a également soutenu Tonkovic dans sa tactique de retardement.

La station de Talbott de la Sécurité aux Frontièresest localisée à Spindle.

##### Tillerman
Un système situé au « sud » de l’Amas. La Gendarmerie solarienne a repéré au moins un groupe anti-annexion dans le système.

#### Systèmes Proches

##### Terminus de Lynx
C'est un système comportant une naine rouge et aucune planète habitée. Le système le plus proche est celui de Lynx (à qui le terminus doit son nom), qui se trouve à 14 minutes en hyperespace. Le Royaume stellaire de Manticore a tout de suite annexé ce système.

##### Lynx
Lynx a fait une demande d'adhésion au Royaume stellaire de Manticore immédiatement après la découverte du terminus du trou de ver s’ouvrant dans le système voisin de Lynx. Puisque le vote était presque unanime et puisque la politique de Manticore était de réclamer la souveraineté sur les terminus, elle a été immédiatement acceptée par le gouvernement Haute-Crête.
 
Il a été accordé à Lynx l'adhésion dans le Royaume stellaire de Manticore sur la même base que San Martin - c'est-à-dire, exactement les mêmes que Manticore, Sphynx et Gryphon - et donc avec une représentation directe au Parlement du Royaume stellaire de Manticore. 
 
Par conséquent, Lynx n'est pas représenté à la Convention Constitutionnelle qui décide de la base sur laquelle l’Amas de Talbott se joindra au Royaume stellaire de Manticore; c'est déjà un membre du royaume et, en tant que tel, il a adopté les dispositions de la Constitution de Manticore avec le même léger recours au fédéralisme que pour San Martin. Les règles d'admission pour le reste de l’Amas seront probablement sensiblement différentes. (voir les mails de David Weber à ce sujet)
Les autres systèmes de l’Amas demandant l'annexion se sont présentés plusieurs mois après Lynx, seulement après que Van Dort a eu le temps d’obtenir un vote favorable à l'annexion. Et puisque la demande a été faite par une unité territoriale multi-systèmes, chacun a compris que les arrangements pour son admission au sein du Royaume stellaire de Manticore (ou à l’Empire Stellaire de Manticore, ou  à ce qu’il devient) devraient être différents de celui des « mondes centraux » du Royaume.

##### L'Union de Monica
Territorialement, c’est une unité politique de deux systèmes. 

En termes de population et d’industrie, c'est en fait un système unique et le « Président » Tyler y pense en tant que tel. 

Toute la population, l’industrie, etc., sont situées dans le système de Monica lui-même. Le système de Taylor a des planètes, mais quasiment personne ne vit sur elles.
Environ la moitié des terres des planètes du système de Taylor a été distribuée par le père du Président Tyler comme cadeau à ses supporters, mais rien n’a vraiment été fait pour les développer car : 

(a) Monica n'a pas la base technologie / financière / de population pour développer deux mondes entièrement vierges, et 

(b) parce qu'il n'y a pas vraiment eu de pression pour les développer. 

Monica a pris le contrôle du système de Taylor principalement pour empêcher l’installation d’autres colons, et il n'y a que quelques petites opérations minières dans les astéroïdes et une poignée de propriétaires dans le système. Autrement, c'est essentiellement un grand vide attendant une population. Comme d'ailleurs plusieurs autres systèmes de l’Amas de Talbott.
Le Président Tyler s'est particulièrement montré intéressé par la proposition de Mesa et de la Sécurité aux Frontières de prendre le contrôle de l'Amas et du terminus de Lynx. Heureusement le complot a été découvert par la Flotte royale manticorienne qui est intervenu dans le système de Monica pour détruire ou capturer les vaisseaux mis au service du Président Tyler.

### Beowulf
Beowulf est située dans le système de Sigma du Dragon, Beowulf est la colonie humaine la plus ancienne, ayant été fondée presque deux mille ans avant les événements de la saga de l’Honorverse. 
Beowulf est un membre important de la Ligue solarienne.

#### Économie
Elle a la réputation méritée d'être l’établissement médical génétique le plus avancé de la galaxie, ainsi que d'un engagement très clair à l'éthique médicale.
C'était également la "patrie" de l'un des plus grands théoriciens et chercheurs en hyperspace de l'histoire de l’Honorverse.
Le système de Sigma du Dragon est l'un des terminus de la jonction de trou de ver de Manticore, ce qui fait du système un partenaire commercial important du Royaume stellaire de Manticore.

#### Société
Beowulf est connu dans tout l'espace humain pour sa morale sexuelle extrêmement libertaire, sa permissivité générale, et sa tolérance pour le style de vie que chaque personne choisit. Pour cette raison, les habitants des plus récents mondes colonisés (particulièrement ceux non membres de la Ligue solarienne) trouvent la réputation et parfois le comportement des Beowulfiens, scandaleux et parfois offensant.
Certains Beowulfiens estiment néanmoins que la société de Beowulf est réellement conformiste, car personne ne remet jamais en cause le système social ou les principes qui le régissent.

#### Système de gouvernement
Beowulf a un système de gouvernement corporatiste, régit par un Conseil d'Administration dont les membres sont élus par des conseils moins importants qui représentent des professions plutôt que des zones géographiques.
Avec quelques ajustements mineurs, le système a fonctionné durant toute l’histoire de Beowulf.
Allison Chou Harrington, la mère de Honor Harrington est originaire de Beowulf.

#### Médecine
Beowulf a créé le prolong qui a allongé la durée de vie des hommes. Le traitement pour le prolong doit être pris le plus jeune possible, selon l'âge, ce sera un traitement ou l'autre (1re, 2e ou 3e génération). Si les personnes sont trop âgées, elles ne peuvent pas subir le traitement et bénéficier du prolong (exemple Howard Clinkscales sur Grayson).

### Erewhon
Erewhon est une nation-étoile indépendante

#### Histoire
Localisée près de l'espace de la Ligue solarienne, Erewhon a été fondée par un groupe d'organismes criminels et de familles de la Mafia qui sont devenues l'élite sociale du nouveau monde.
Bien que formellement une république, Erewhon est contrôlée par un groupe de familles puissantes qui prend toutes les décisions, en utilisant le gouvernement officiel d'Erewhon comme façade.
Le capital de la République est la ville de Maytag.
Erewhon a une réputation d'être un endroit sordide et dangereux, avec une double société criminelle particulièrement active. Cependant, les Erewhoniens sont des personnes honorables, fonctionnant sur une version du code de l’honneur des voleurs développée.
La prospérité d'Erewhon a été amplifiée par l'existence de la jonction de trou de ver d'Erewhon, laquelle attire le commerce allant et venant de la Ligue solarienne. Quoique la jonction d'Erewhon soit petite comparée à la jonction de Manticore, Erewhon est devenu un rival commercial pour le Royaume stellaire de Manticore.
Les attractions touristiques notables d'Erewhon sont la ville de Maytag elle-même, le Suds Emporium (considéré comme l'endroit où les vrais décideurs conviennent de la politique) et la station spatiale orbitale connue sous le nom de Wages of Sin.
La Ligue solarienne est longtemps allée au-devant d'Erewhon afin d'essayer de la faire entrer (et sa jonction) dans la Ligue. Cependant, la République d'Erewhon a constamment refusé de telles offres, préférant compter sur l'alliance de Manticore pour se protéger contre la République populaire de Havre plutôt que placer sa sécurité en une politique étrangère inexistante de la Ligue solarienne et ses forces militaires (surtout la Sécurité aux Frontières).

#### Dans la série
Erewhon a combattu aux côtés de Manticore et de Grayson contre la République populaire de Havre pendant la première guerre Havre-Manticore. Cependant, les actions du gouvernement du baron Haute-Crête, après la guerre, ont aliéné les familles régnantes d'Erewhon, menant au départ d'Erewhon de l'Alliance de Manticore et à son rapprochement avec la nouvellement reconstituée République de Havre peu avant la reprise des hostilités. La défection d'Erewhon au côté de Havre est bien proche d'un désastre pour le Royaume stellaire de Manticore, car la Marine d'Erewhon était la troisième plus importante de l'alliance, et avait reçu des transferts de technologie substantiels à partir de Manticore.

### Grayson
Grayson est une étoile-nation située dans le système de Yeltsin.

#### Histoire de Grayson
Grayson a été colonisé en l'an 988 P.D. (équivalent à l’an 3091 ap. J.-C.) par le Révérend Austin Grayson et ses fidèles, tous membres de l’Église de l'humanité sans chaînes. L'intention des colons était de commencer une nouvelle vie totalement exempte de la technologie et de vivre à la manière prônée par la Bible. Ce rêve a été contrecarré par la présence d’une concentration exceptionnellement élevée de métaux lourds dans le sol de la planète rendant tout à fait toxique tout ce qui en provient. En conséquence la technologie était nécessaire rien que pour survivre.
Après la mort du Révérend Grayson sa doctrine au sujet de la vie totalement sans technologie a été modifiée. Il a été adopté le point de vue que la technologie n'était pas en elle-même contraire à Dieu, mais la manière dont elle avait été utilisée par l'homme sur terre l’était. Tous les habitants de Grayson ne purent accepter cette réinterprétation, après plusieurs centaines d'années une fracture politique s’est développée entre les Modérés (ceux disposés à utiliser la technologie jusqu’à un degré limité) et les Fidèles (ceux qui ne veulent pas avoir affaire avec la technologie). Une guerre a par la suite éclaté entre les deux groupes. Les Modérés, après avoir été presque vaincu, ont par la suite gagné la plupart des batailles, mais les Fidèles avaient construit une arme du Jugement Dernier dans le but de faire exploser la planète s’ils étaient vaincus. Ceci aurait pu se produire si Barbara Bancroft, l’épouse d'un des chefs des Fidèles, n’avait fuit chez les Modérés et révélé l'existence de l'arme. Pour son courage, Barbara Bancroft est connue en tant que mère de Grayson. Ayant connaissance de cette arme, les Modérés en ont conclu que le temps était venu de proposer une trêve aux Fidèles. Aux termes du traité qui a été signé, les Modérés aidèrent les Fidèles aussi largement qu'ils le pouvaient et les envoyèrent sur la planète Masada dans le système voisin d'Endicott.
Au cours des six cents ans depuis l'exil des Fidèles, il y a eu plusieurs guerres interplanétaires entre Grayson et Masada. Les Masadiens ont promis d'exterminer les Graysoniens au nom de Dieu s’ils ne se convertissaient pas.

#### Environnement
La planète étant un monde très riche en métaux lourds ; la vie locale s'est adaptée mais les colons humains ont souffert d’un taux de mortalité très élevé aussi bien que d'un taux élevé d’affections non mortelles, mais débilitantes, dues aux intoxications causées par le haut niveau environnemental de plomb, de mercure et d'antimoine. Les organismes des colons se sont partiellement adaptés (aidé par le génie génétique), mais l'agriculture sur Grayson demeure une entreprise risquée et la nourriture que les Graysoniens mangent peut empoisonner un étranger.

#### Société et culture
L’Église pratiquait la polygamie avant d’arriver sur Grayson. Pour cette raison les femmes dépassaient les hommes en nombre sur Grayson dans un rapport de 4:1. L'environnement de la planète était si dangereux que les colons ont dû recourir au génie génétique pour survivre. Cependant, les manipulations génétiques ont eu comme conséquence involontairement une mutation mortelle chez les mâles au stade embryonnaire (cette mutation est restée inconnue pendant des siècles, jusqu’à ce qu'Allison Chou Harrington l'ait découvert). Les naissances masculines sont dépassées en nombre par les naissances féminines dans un rapport de 3:1. Ainsi la pratique de la polygamie a continué.
Au début des romans, les femmes n’avaient aucun droits politiques ou légaux. Elles ne pouvaient pas voter, faire partie d’un jury, posséder des terres ou hériter d’un titre. Au cours des romans, en grande partie à la suite des influences d’Honor Harrington et de Manticore, ceci change. Par la suite les lois sont suffisamment changées, de sorte que même les titres héréditaires de Seigneur puissent être passés aux femmes.
Les habitants de Grayson ont maintenu les traditions, les coutumes et les vêtements qui étaient vieux de plusieurs millénaires du temps d'Honor Harrington. Grayson, par exemple, est le seul monde où les cravates sont toujours utilisées. De même, c’est, avec la Terre et encore sept autres planètes (sur plus de 2 000 mondes habités par l’humanité), une des dernières planètes où le baseball est encore joué. Le combat à l’épée est également pratiqué comme art martial ; le modèle traditionnellement utilisé sur Grayson a été développé en utilisant le vieux film ‘’les sept Samouraïs’’ comme modèle.
Grayson est également le seul monde mentionné dans l’Honorverse qui n'a jamais développé un calendrier propre et un système de calcul du temps lié à la rotation et les périodes orbitales de la planète ; le jour planétaire officiel est le jour de 24 heures de la Terre et l'année officielle dure 365 jours de la Terre. Même le calendrier Post Diaspora n'est pas employé à Grayson, pour le compte officiel du temps c’est le calendrier grégorien qui est utilisé. Les observateurs extérieurs en plaisantent en le tenant comme résultat de l'« obstination » des habitants de Grayson.

#### Structure Politique
La planète est gouvernée par un Conseil dirigé par un Protecteur. Depuis la mort du Révérend Grayson, la fonction de Protecteur a été dévolu à un membre de la famille Mayhew. Pendant les cinq générations précédent les romans, le Conseil a travaillé à réduire la quantité de pouvoir autonome du clan Mayhew. En cela il a très bien réussi. Avant l'alliance Grayson-Manticore le Protectorat était devenu (bien qu’influent) une position en grande partie cérémonieuse. La guerre soudaine de Grayson avec son voisin Masada a permis au Protecteur Benjamin Mayhew IX de récupérer la majeure partie de l'autorité exécutive, menant à ce qui sera connu comme le Restauration Mayhew. Alors que la plupart des monarques (tels que la reine de Manticore) sont désignés sous le nom de la « Couronne », le Protecteur est désigné sous le nom du « Sabre ».
La branche législative du Protectorat de Grayson est une législature bicamérale. Ses chambres sont le Conclave des Steadholders (chambre haute), constituée par les 82 Seigneurs de Grayson, et le conclave de Steaders (chambre basse), constitué par les représentants élus de la population de Grayson. Tous les gouvernements et bureaux législatifs sont situés dans la ville d'Austin, la capitale du Protectorat.
Le gouvernement local est laissé aux seigneurs féodaux connus sous le nom de Steadholders. Chaque Seigneur règne sur un Domaine (Fief) qui porte le nom de son fondateur (par exemple, Domaine Harrington, baptisé du nom d'Honor Harrington). La capitale de chaque Domaine est également baptisée du nom du fondateur du Domaine. Les Seigneurs sont autorisés à avoir une garde personnelle, leur insigne officiel est une clef (le collectif des Seigneurs est désigné sous le nom de « clefs »). Dans leurs Domaines, les Seigneurs font la loi, à condition qu’il respecte la constitution écrite de Grayson, le précédent juridique et l'autorité et les droits de l’Église de l'humanité sans chaînes. Les Seigneurs ont une immunité contre les poursuites judiciaires et la position de Seigneur est héréditaire ; cependant, sous le « précédent de Strathson », un Domaine revient au Protecteur si le Seigneur meurt sans héritier.
Traditionnellement, le gouvernement central de Grayson a peu de puissance sur les Domaines, et les Seigneurs ont historiquement travaillé de concert pour limiter la puissance du Protecteur. Chaque Steadholder est un membre du Conclave des Steadholders, la chambre haute de Grayson (bien que non permanente). Honor Harrington a fait l’histoire sur Grayson en devenant la première femme, le premier étranger et le premier non croyant à l’Église de l'humanité sans chaînes, à devenir Seigneur.
Quelques-uns des 82 Domaines de Grayson :
- Domaine Mayhew (un des cinq Fiefs d’origine, le Seigneur est Michael Mayhew, le plus jeune frère du Protecteur. À l’origine le Protecteur était un Seigneur comme les autres mais la réforme de Benjamin le Grand a changé cela.)
- Domaine Harrington (le premier Fief jamais gouverné par une femme Seigneur, Honor Harrington)
- Domaine Burdette (un des cinq Fiefs d’origine. Le titre de Seigneur est passé de la famille Burdette à la famille Fitzclarence. Autrefois gouverné par William Fitzclarence, seigneur Burdette avant son duel avec Honor Harrington)
- Domaine Mackenzie (un des cinq Fiefs d’origine. Le Seigneur durant les romans est John Mackenzie)
- Domaine Mueller (gouverné par Samuel Mueller jusqu’à son exécution pour haute trahison, son fils a pris sa succession)
- Domaine Owens (gouverné par le Seigneur Aaron Hearns)
- Domaine Coleman (emplacement d'un rassemblement anti-Protecteur)
- Domaine Denby (Seigneur : Jonathan Kreshaw)
- Domaine Garth
- Domaine Surtees (emplacement d'une attaque de terroriste contre la propriété de Dôme aérien grayson, Ltd)
- Domaine Strathson (un Fief qui a échu au Protecteur après que son Seigneur soit mort sans héritier)
- Domaine Watson
- Domaine Yanakov (un des cinq Fiefs d’origine)

Il y avait trois autres Domaines qui ont été désétablis et incorporés au Domaine personnel du Protecteur ; leurs Seigneurs étaient les chefs des Fidèles (les ancêtres des Masadiens) pendant la guerre civile de Grayson :
- Domaine Bancroft (un des cinq Fiefs d’origine)
- Domaine Oswald
- Domaine Simonds (il convient de noter que la famille Simonds a tenu les plus hauts postes du gouvernement de Masada)

Il n’y a pas de séparation entre l'église et l’état sur Grayson. Le gouvernement civil est considéré comme que le bras exécutif et protecteur de l'église de l’Église de l'humanité sans chaînes, et l'église est regardé comme le noyau spirituel de l'état. Cependant l’église essaye de ne pas intervenir dans les affaires temporelles.

Cent années terriennes avant les événements de ‘’Au champ du déshonneur’’, l'Acte de Tolérance a accordé la liberté religieuse aux citoyens de Grayson.

#### Monnaie
La devise légale du Protectorat de Grayson est l’Austin. Durant ‘’Pavillon de l’Exil’’, le taux de change Dollar de Manticore / Austin de Grayson était de 1:1.3.

### Hadès
Hadès est une planète qui sert de prison secrète pour la République populaire de Havre et se trouve dans le système de Cerbère.
Bien que le nom officiel de la planète soit Hadès, elle plus connue sous le nom d'Enfer. Elle est composée de 4 continents et d'une grande île. Les continents se nomment Alpha, Bêta, Gamma et Delta; l'île quant à elle se nomme Styx. Elle dispose de 3 lunes : Tartare, Shéol et Niflheim. Bien que l'air soit respirable, la planète est inhabitable car les plantes et animaux sont incomestibles. La planète est protégée par des armes orbitales qui sont commandées depuis le camp Charon.
La planète compte environ un demi-million de prisonniers qui sont gardés dans des camps dispersés sur tous les continents (deux mille cinq cents personnes par camp et chaque camp séparé de 500 kilomètres). Les prisonniers les plus rebelles sont mis dans le camp Brasier qui est placé juste sous l'équateur et bénéficie donc de conditions particulièrement dures.
Elle a été mise en place par la SecInt et SerSec a pris la relève par la suite. SerSec y envoie les prisonniers de guerre qu'elle capture mais également les opposants politiques et ceux qu'elle souhaite garder pour une utilisation ultérieure (comme l'amiral Amos Parnell). SerSec surveille les camps et l'espace environnant la planète depuis le camp Charon qui est situé sur Styx. SerSec ravitaille les camps une fois par mois grâce à ses navettes qui font la tournée des camps. Si un camp se rebelle, il ne reçoit plus de nourriture jusqu'à ce que le personnel de SerSec change d'avis.
Le maître principal Horace Harkness, après s'être fait passer pour un traitre, a piraté les ordinateurs du TEPES afin de libérer Honor Harrington. Après avoir volé 2 navettes d'assaut de SerSec, un de ses programmes a activé les bandes gravitiques d'une navette d'assaut à l'intérieur du hangar d'appontement du TEPES ce qui a eu pour effet de le désintégrer. Cordélia Ransom mourra lors de cette explosion et Honor Harrington ainsi que les autres survivants manticoriens (plus ses hommes d'armes) atterriront sur Hadès. Elle y fera la rencontre du commodore Jésus Ramirez de Saint-Martin qui est le prisonnier le plus gradé du camp Brasier. Elle organisera une évasion massive d'Hadès, 106 000 prisonniers arriveront avec elle à bord de navires militaires à l'Étoile de Trévor et un quart de million les rejoindra ensuite à bord de transporteurs.
Sur la planète sont par exemple emprisonnés le contre-amiral Styles, l'amiral Amos Parnell (enfermé à la suite de son arrestation par SerSec) qui rejoindra la Ligue solarienne après son évasion et le commodore Jésus Ramirez deSaint-Martin.

### Système de Manticore
C’est un système binaire constitué des étoiles Manticore A et Manticore B, contenant trois planètes habitables : Manticore, Gryphon, et Sphinx qui abrite une espèce intelligente indigène : les chats sylvestres.
Le système de Manticore est le siège du gouvernement du Royaume stellaire de Manticore.

#### Manticore A
- Salamander (Manticore-A I) - petite planète orbitant près de l'étoile Manticore A
- Phoenix (Manticore-A II) - planète désertique du type de Mars
- Manticore (Manticore A III) - monde capital du Royaume stellaire de Manticore
- Sphinx (Manticore-A IV) - deuxième planète habitable du système. Monde natal des chats sylvestres.
- Draco (Manticore-A V) - géante gazeuse
- Roc (Manticore-A VI) - géante gazeuse
- Wyvern (Manticore-A VII) - géante gazeuse

#### Manticore B
- Erinye (Manticore-B I)
- Gorgon (Manticore-B II)
- Aphrodite (Manticore-B III)
- Damocles (Manticore-B IV)
- Gryphon (Manticore-B V) - seule planète habitée du système
- Anneau d'astéroides Unicorn
- Anneau d'astéroides Nibelung
- Titan (Manticore-B VI)
- Anneau d'astéroides Gorgan
- Fenris (Manticore-B VII) - géante gazeuse

Sur les trois anneaux d'astéroïdes présents dans le système, les deux internes sont activement exploités pour l'extraction de minerais.

#### Planètes habitées
- Manticore : Manticore est la 3e planète du Système de Manticore (Manticore-A III). C'est la capitale du Royaume stellaire de Manticore. La ville capitale est Arrivée. Bien qu'elle soit très ressemblante à la « Vieille Terre », les longues années (l'année terrestre (année T) vaut approximativement 0,6 année de Manticore) et les saisons prolongées ont exigé de petits ajustements. Une maladie indigène (peste de 22 A.A.) a tué plus de 60 % (presque 90 % de ceux originaires de la « Vieille Terre ») des colons au début de la colonisation.
- Sphinx:
- Gryphon : Gryphon est l'une de trois planètes habitables du système de Manticore, un système binaire fictif de l’Honorverse. Gryphon est la seule planète habitable de Manticore B. Elle a une inclinaison axiale considérable, menant à un climat saisonnier extrême. L'environnement n'y est pas très plaisant à cause de ses hivers extrêmement durs avec des chutes de neige mesurées en mètres. En conséquence, les habitants de Gryphon tendent à être un groupe très dur, et également méprisant envers les personnes qui ne sont pas nées sur Gryphon. La planète est la moins hospitalière et la dernière du système de Manticore à être colonisée à cause de ses hivers notoires, ce qui explique que Gryphon est beaucoup moins peuplée que Sphinx ou Manticore. Mais un pourcentage plus élevé de sa population rejoint la Flotte royale manticorienne ou les Fusiliers royaux de Manticore.

#### Trous de Ver de Manticore
La particularité de Manticore A est de posséder une jonction de trou de ver à 7 terminus connus :
- Terminus de Lynx, près de l'Amas de Talbott (découverte la plus récente, durant la série)
- Système de Basilic, où est localisé la planète Méduse
- Étoile de Trévor, où la planète Saint-Martin est localisée
- Phénix, Système de Hennessy faisant partie de la Jonction de trou de ver de Phénix
- Système de Sigma du Dragon, dans la Ligue solarienne, près de la planète Beowulf
- Grégor, système indépendant au cœur de l'Empire andermien (l'Empire contrôle la composante Grégor-A du système binaire de Grégor)
- Matapan, au sud-ouest de l'Empire andermien

### Masada
Masada est une étoile-nation fondée par des dissidents de Grayson. Elle apparaît dans Pour l'honneur de la Reine, le tome 2 des aventures d'Honor Harrington de David Weber.
Les Masadiens sont ultra-conservateurs et estiment que tout autre peuple est peuplé d'"infidèles", et nomment les Graysoniens (planète d'origine des "Fidèles"), les "apostats".
La place de la foi dans la société masadienne est de priorité une, et les femmes s'y trouvent donc réduites à l'état d'objets, sans aucun droit.

### Méduse
Méduse est la seule planète habitable du système stellaire de Basilic. C'est le lieu de l'action d’une grande partie du roman Mission Basilic.
Découvert quand un des terminus de la jonction de Manticore a été découvert, le système est annexé par le Royaume stellaire de Manticore, mais la planète est un protectorat en raison de la présence d’une espèce indigène non-humaine, les Médusiens, ou officieusement "Échassieux". Le protectorat est administré par un Commissaire Résident (Dame Estelle Matsuko au moment des faits de Mission Basilic) et l’ordre est maintenu par l'Agence de Protection des Indigènes (API).
Méduse a longtemps été un point de controverse dans la politique de Manticore ; quelques partis (notamment les Libéraux et les Conservateurs) ont décrié la notion d'annexer un autre monde avec en plus une vie indigène sentiente. En raison de convenance politique, Méduse est longtemps négligée comme une arrière-cours. Le système sert de station navale où caser le personnel le plus incompétent de la Marine royale de Manticore et devient un noyau pour faire entrer la contrebande dans le royaume en raison de l’ineptie des patrouilles de la marine et du statut surchargé de l'API.
Elle est au centre du complot de la République populaire de Havre pour en finir de l'administration de Manticore du système par une révolte indigène. Ce complot a échoué en raison des actions du croiseur léger HMS Intrépide et de son capitaine, le commandant Honor Harrington. Après ceci, elle est complètement annexée par le Royaume stellaire de Manticore, qui inflige des pénalités et des amendes importantes à la République populaire de Havre.
La présence de la flotte sur Méduse et dans le système de Basilic est renforcée après cet incident, mais le système devient un champ de bataille pendant les étapes ultérieures de la première guerre Havre-Manticore, quand les Havriens chargent la force menée par l’amiral Javier Giscard de mener une incursion qui a pour résultat de dévaster l'industrie spatiale de Méduse (La disparue de l'enfer). Entre les deux guerres Havre-Manticore, la reconstruction de l’infrastructure est utilisée par le gouvernement Haute-Crête pour renforcer l’économie du Royaume, en se servant au passage pour regagner du crédit au près de la population.

### Mesa
Mesa est une nation-étoile situé dans les Marges. Dans les romans et les histoires plus récents de l’Honorverse, Mesa devient lentement le principal antagoniste, bien qu'agissant dans l'ombre.
Mesa est une planète indépendante située dans l'espace de Ligue solarienne. Elle est contrôlée par un Conseil de plusieurs sociétés interstellaires sans scrupules. La plus connue de ces dernières est « Manpower Unlimited », qui de fait possède la planète. Cette société produit des humains génétiquement améliorés, les conditionne par des moyens comparables à de la torture, puis les loue ou les vend comme esclaves. Son activité est illégale partout sauf sur Mesa. Une autre société majeure de Mesa est le cartel Jessyk, une société de transport, majoritairement contrôlée par Manpower, qui se sert de sa flotte pour transporter les esclaves.

#### Génie génétique
Mesa a probablement le niveau le plus élevé en génie génétique de la galaxie (principalement parce que, du fait de la Guerre Finale sur Terre, les manipulations génétiques sont strictement encadrées sur la plupart des planètes, afin d'en vérifier l'éthique). La compétence de Mesa en génétique est employée, d'une part pour produire des esclaves adaptés à leurs fonctions (apparence incroyablement belle pour des esclaves sexuels, grande force physique pour des soldats...), d'autre part dans un plan à long terme pour « améliorer » les dirigeants de Mesa. La philosophie de ceux-ci s'appuie ainsi sur la supériorité de leur « race » pour justifier leur attitude de « maîtres cachés du monde », et sur l'infériorité innée des esclaves qu'ils créent pour justifier leur esclavage. Mais leurs capacités ne s'arrêtent pas là, et ils pu concevoir par un mélange de nanotechnologie et de génie génétique une arme capable de prendre le contrôle du système nerveux d'un humain, et donc effectivement de contrôler son corps. Cette arme ayant jusque-là été utilisée uniquement dans des attentats-suicide (assassinats et tentatives d'assassinat), on ignore si son action peut être durable, ou le degré de finesse du contrôle permis.

#### Esclavagisme
L'esclavage est proscrit, formellement, dans le reste de la galaxie, néanmoins Mesa continue de trouver des clients sans scrupules pour sa « marchandise ». La ligue solarienne a contracté de nombreux traités bilatéraux avec diverses nations-étoiles, et un traité multilatéral, la convention de Cherwell, à ce sujet. Néanmoins, les bureaucrates solariens et les grandes sociétés trouvent Manpower trop commode pour prendre des mesures à son sujet, et bien souvent les esclavagistes même pris sur le fait s'en sortent avec une tape sur les doigts, au pire quelques jours de prison le temps pour Manpower de verser les pots-de-vins nécessaires à leur libération.
Certaines nations stellaire, notamment le Royaume stellaire de Manticore et la République de Havre (même du temps de la République populaire de Havre), sont de loin moins tolérantes. Leur Marines ont, depuis longtemps, strictement appliqué les clauses les plus sévères de la convention de Cherwell, y compris la clause d'équipement qui permet de condamner l'équipage d'un vaisseau esclavagiste même en l'absence d'esclaves si son design l'identifie clairement comme conçu pour le transport d'esclaves. La ligue solarienne n'ayant pas de gouvernement central fort, lorsqu'un dirigeant local (politique ou militaire) un peu plus moral que la moyenne souhaite s'assurer que des esclavagistes capturés soient réellement traduits en justice, il les confie à un vaisseau de la flotte manticorienne ou havrienne.
Albrecht Detweiler, apparemment le Directeur de Mesa, est le descendant de Leonard Detweiler, qui était un partisan important de l'usage à toutes fins de la génétique et un adversaire de la convention de Cherwell.

#### Relations internationales
Les relations de Mesa avec le reste de la galaxie découle directement des points de vue des différentes nations sur l'esclavage.
Mesa entretient très soigneusement une image « respectable » au sein de la ligue solarienne, et elle y a des relations puissantes à tous les niveaux. Elle s'entend particulièrement bien avec La Sécurité aux frontières, manifestation la plus flagrante de l'expansionnisme de la Ligue.
Manticore et Havre, par leur politique particulièrement répressive à l'égard de l'esclavage, se sont attiré l'inimitié de Mesa, à un niveau proche de la guerre froide. Sans atteindre ce niveau, l'empire andermien lutte aussi sincèrement contre l'esclavage. Cependant, l'une des meilleures tactiques de Mesa consiste à se faire sous-estimer, et aucun pays n'a encore décidé de l'éliminer.
Mais l'ennemi le plus acharné de Mesa reste le Théâtre d'Audubon, une organisation d'esclaves libérés ou évadés, illégale car considérée comme terroriste par la majeure partie de la galaxie. En effet, le Théâtre d'Audubon ne recule devant rien pour voir jugés et/ou punis les esclavagistes, y compris l'assassinat public, de préférence grotesque et sanglant, de toute personne associée à Mesa. En particulier les « techniciens » chargés du conditionnement des esclaves (leurs anciens tortionnaires).

#### Évolution au cours de la série
Manpower et les autres sociétés multi-stellaires de Mesa ont de nombreux établissements hors de Mesa, mais ceux-ci sont, occasionnellement, sous une certaine pression de certaines Marines, et du Théâtre Audubon dans tous les cas où il peut parvenir à miner les opérations de Mesa. Une des possessions les plus célèbres de Manpower hors de Mesa était la planète Congo, siège de diverses recherches pharmaceutiques, pour lesquels des esclaves génétiques servaient à la fois de main-d'œuvre et de cobayes expérimentaux. Au cours d'une opération complexe impliquant à la fois le Théâtre Audubon, des agents havriens, la famille royale manticorienne, un militaire solarien commandant local, et des dirigeants d'Erewhon, la souveraineté de la planète revint aux esclaves, qui la rebaptisèrent Torche (événements décrits dans La Couronne des esclaves). Le premier acte officiel du royaume indépendant de Torche fut de déclarer la guerre à Mesa, Jeremy X, chef du Théâtre Audubon, devenant ministre de la guerre. Cette guerre est jusque là essentiellement « virtuelle », la flotte de Torche n'étant pas encore suffisante pour des opérations navales.
Au fil des romans, et plus particulièrement dans Coûte que coûte, L'Ombre de Saganami et En mission, le but de Mesa et les moyens d'y parvenir se dessinent de plus en plus clairement. Le bureau des directeurs de Mesa complote effectivement et depuis des siècles à la déstabilisation de tout régime adverse et à la prise de contrôle progressive la galaxie par leur « élite génétique ». Ils utilisent pour ça l'assassinat, la corruption, l'infiltration, et la manipulation. Ils ont entre autres fortement manipulé les événements pour favoriser la reprise des hostilités entre Manticore et Havre (par le biais d'officiels havriens), puis fait échouer les efforts de paix en faisant attribuer à Havre la responsabilité de deux assassinats. Ils déstabilisent activement l'amas de Talbott pour y faire échouer l'annexion par Manticore, pourtant votée par une très large majorité des résidents, et s'efforcent de provoquer une guerre entre la ligue solarienne et Manticore étant certains qu'une telle guerre s'achèverait par la défaite de Manticore et de graves troubles déstabilisant la Ligue qu'ils remplaceraient alors par une alliance nommé Alignement mesan à leur profit.
Bien qu'ils agissent toujours dans l'ombre, leurs actions ont fini par attirer l'attention de certains manticoriens et havriens qui ont fini par convaincre leurs gouvernements que Mesa était le réel ennemi à combattre.

### Saint-Martin
Saint-Martin est la seule planète habitée de l'étoile de Trevors

#### Géographie et colonisation
Située dans le système de l’Étoile de Trévor, Saint-Martin est très probablement la planète de plus forte pesanteur colonisée par des humains dans l’Honorverse, avec une pesanteur d’environ 2.7 fois la pesanteur de la Terre. Pour cette raison, pratiquement tous les habitants de Saint-Martin, connus sous le nom de "Martiniens", descendent de colons qui avaient été génétiquement modifiés pour survivre à la gravité élevée de l’environnement.
La modification génétique n'était cependant pas suffisante pour coloniser toute la planète, la planète étant si massive que la pression atmosphérique au niveau de la mer est capable de produire des concentrations mortelles d'anhydride carbonique et d'azote. Pour cette raison, la colonisation avait été limitée aux crêtes et aux plateaux montagneux que Saint-Martin possède en nombre. Les Martiniens ont probablement développé une personnalité particulièrement têtue et indomptable en raison de l'environnement hostile de la planète qui les oblige à vivre dans de petites communautés.

#### Histoire
Les colons d’origine de Saint-Martin venaient probablement d'Amérique latine ou d'Espagne, car la langue officielle de la planète est l’espagnol. Les personnages de Saint-Martin apparus pour l’instant dans les romans portent un nom espagnol et parle anglais standard avec un accent espagnol.
Le système de l’Étoile de Trévor est également un des terminus de la jonction de trou de ver de Manticore. Un élément qui a favorisé le développement économique de la planète jusqu'à l’invasion par la République populaire de Havre. 

Les habitants de Saint-Martin ont obstinément résisté à l'invasion. La marine de Saint-Martin, commandée par le commodore Jésus Ramirez, a combattu avec une telle ténacité, pour couvrir les transports de réfugiés se sauvant par la jonction, que la Flotte populaire de Havre a perdu trois vaisseaux pour chaque vaisseau de Saint-Martin qu'elle est parvenue à détruire.
Peu de temps après la reddition de la planète, les Havriens ont exécuté le Président Hector Ramirez, oncle du commodore Ramirez.
L’occupation havrienne ne fut pas facile : un mouvement de résistance d’échelle planétaire mené par la famille Ramirez frappait durement la garnison havrienne. En représailles, les Havriens ont quasiment entièrement éliminé la famille Ramirez, et ont gardé la planète sous loi martiale jusqu'à ce que l'alliance de Manticore la libère pendant la première guerre Havre-Manticore.
Ayant survécu à l'emprisonnement Havrien dans le camp de prisonniers de Hadès, le commodore Jésus Ramirez a été le premier président élu après l'occupation de Saint-Martin.
Dans les années suivantes et avec l'approbation du Congrès de Saint-Martin, le président Ramirez a demandé le rattachement au Royaume stellaire de Manticore, dans le cadre d'un accord comparable à ceux des autres membres du Commonwealth (législature locale, un président, élu par la population, qui agit également comme le Premier Ministre de la Couronne pour Saint-Martin et un Gouverneur-Général représentant la Couronne de Manticore) afin de protéger les traditions et les institutions politiques de Saint-Martin. 
Saint-Martin est ainsi devenu la cinquième planète membre du Royaume stellaire de Manticore, après Manticore, Sphinx, Gryphon et Méduse.

### Terre

#### Histoire

##### ère Ante-Diaspora
- 2 064 ap. J.-C. Révolte lunaire contre la Terre dans le Système Solaire (Système de Sol).

##### ère Post-Diaspora

###### IersiècleP.D.
- 30 septembre 2103 ap. J.-C. (1 p.d.) La Diaspora (l'expansion de l'humanité dans toute la galaxie) commence avec le Prometheus, le premier vaisseau interstellaire avec un équipage (quoique générationnel), quittant le système solaire.

###### IIIesiècleP.D.
- environ 200 p.d. Lao Than développe un vaccin contre le cancer de poumon.
- 252 p.d. L'économie globale de la Terre est dévastée par l’ "hiver économique de 252".

###### IVesiècleP.D.
- Fin IIIe, début IVe siècle p.d. Les habitants de la Terre commencent à s'occuper des problèmes de pollution, surpopulation, et diminution des ressources. Emergence de groupe pronant "la Terre d'abord" et écologistes extrémistes visant à restreindre les initiatives d'expansion dans l'espace.
- 305 p.d. La première cryogénisation à long terme, en évitant le problème de la cristallisation, est développée par le docteur Cadwaller Pineau à l'Université Tulane. Rapidement suivi par les premiers vaisseaux cryogéniques de colonisation.
- 314 p.d. (2415 ap. J.-C.) Le révérend Austin Grayson, fondateur de "l'Église de l'humanité sans chaînes", mène des milliers de croyants à bord d'un cryo-vaisseau à destination d'une planète du système de l’Étoile de Yeltsin.

###### VIIIesiècleP.D.
- 725 p.d. Le premier hyperdrive est testé dans le système de Sol, augmentant les possibilités d'exploration. En raison des énormes risques inhérents à employer des hyperdrives, les colons continuent d’utiliser les vaisseaux cryogéniques jusqu'au développement de la voile de Warshawski.
- 24 octobre 775 p.d. (2877 ap. J.-C.) Le vaisseau subluminique de colonisation Jason quitte le système solaire à destination de Manticore.

###### XesiècleP.D.
- 925 p.d. La Ligue solarienne est fondée.
- (avant 943 p.d.) La Guerre Finale commence sur Terre. Cette guerre contribue à dévaster la planète par l'utilisation insouciante d’armes biologiques et de "supers soldats" génétiquement modifiés.
- 943 p.d. (3045 ap. J.-C.) Fin officielle de la Guerre Finale. La Terre, dévastée, commence sa reconstruction avec l'aide de la Ligue solarienne.

###### XIIIesiècleP.D.
- 1273 p.d. Sur Terre, Adrienne Warshawski développe les premiers détecteurs de gravité et les "noyaux alpha". Les essais effectués par Warshawski à bord du vaisseau expérimental Fleetwing conduisent à la production de détecteurs d'onde gravitationnelle fiable et des "Voiles Warshawski", révolutionnant les voyages hyperspatiaux en permettant l’utilisation de bandes hyper-spatiales plus élevées.
- 9 septembre 1284 p.d. (3386 ap. J.-C.) Le Capitaine Melissa Andropov commande l’ Icare, le premier vaisseau de colonisation hyper capable à partir du système solaire.

###### XXesiècleP.D. (action des romans)
- 1914 p.d.
  - Arrivé d'anciens prisonniers de Hadès sur la Terre.
  - Attaque de l'ambassade de la République populaire de Havre sur Terre et destruction du bureau de Mesa sur Terre.
- 1920 p.d. Assassinat de l'ambassadeur du Royaume stellaire de Manticore sur Terre.

### Zanzibar
Zanzibar est une nation stellaire gouvernée par un Calife. Elle fait partie de l'Alliance de Manticore.

## Histoire
L'univers inventé par David Weber dans le roman Mission Basilic a un 'fond' historique fictif, détaillé, de Diaspora. Sur plusieurs milliers d'années l'humanité a émigré de notre Terre vers les étoiles voisines grâce à des vaisseaux sub-luminiques (voir : Cryogénie), et par la suite a découvert un moyen de voyager plus vite que la lumière en utilisant des "vagues de gravité" possédant plusieurs niveaux successifs d'efficacité accrue.
Les dates sont données en P.D. (Post Diaspora) et en ap. J.-C. (pour "après Jésus-Christ" voir chronologie, Anno Domini en anglais). 

Dans la version anglaise les personnages se plaignent de l'utilisation du calendrier chrétien sur Grayson du fait de la confusion entre A.D. (Ante-Diaspora) et A.D. (Anno Domini).

### Ère Ante-Diaspora
- IVe siècle av. J.-C. Sun Tzu, général chinois, écrit l'ouvrage de stratégie militaire le plus ancien connu : l'Art de la guerre.
- Début du XVIIIe siècle ap. J.-C. Le général Clausewitz écrit De la Guerre, traité qui reste un ouvrage majeur de la stratégie militaire.
- 2064 ap. J.-C. Révolte lunaire contre la Terre dans le Système Solaire (Système de Sol).

### Ère Post-Diaspora

#### IersiècleP.D.
- 30 septembre 2103 ap. J.-C. (1 p.d.) La Diaspora (l'expansion de l'humanité dans toute la galaxie) commence avec le premier vaisseau interstellaire avec un équipage (quoique générationnel), quittant le système solaire.
- Ier siècle p.d. La première colonie extrasolaire, Beowulf, est fondée dans le système Sigma de Draconis.

#### IIIesiècleP.D.
- environ 200 p.d. Lao Than développe un vaccin contre le cancer de poumon.
- 252 p.d. L'économie globale de la Terre est dévastée par l’« hiver économique de 252 ».

#### IVesiècleP.D.
- Fin IIIe, début IVe siècle p.d. Les habitants de la Terre commencent à s'occuper des problèmes de pollution, surpopulation, et diminution des ressources. Emergence de groupe prônant "la Terre d'abord" et écologistes extrémistes visant à restreindre les initiatives d'expansion dans l'espace.
- 305 p.d. La première cryogénie à long terme, en évitant le problème de la cristallisation, est développée par le docteur Cadwaller Pineau à l'Université Tulane. Peu après les premiers vaisseaux équipés de la cryogénie sont employés pour des missions de colonisation.
- 314 p.d. (2415 ap. J.-C.) Le révérend Austin Grayson, fondateur de l'Église de l'humanité sans chaînes, mène des milliers de croyants à bord d'un cryo-vaisseau à destination d'une planète du système de l’étoile de Yeltsin.

#### VIesiècleP.D.
- 562 p.d. Le système binaire de Manticore est confirmé avoir des planètes habitables par l’astronome Sir Frederick Clarke.

#### VIIIesiècleP.D.
- 725 p.d. Le premier hyperdrive est testé dans le système de Sol. En raison des énormes risques inhérents à employer des hyperdrives, les colons continuent d’utiliser les vaisseaux cryogéniques jusqu'au développement de la voile de Warshawski.
- 731 p.d. Le développement de la navigation hyperspatiale marque une étape importante dans le voyage interstellaire en aidant les vaisseaux spatiaux à se diriger dans l’hyperspace, réduisant ainsi le risque de se perdre.
- 774 p.d. La Colonie de Manticore SA, place l'offre la plus élevée pour la colonisation du système binaire de Manticore.
- 24 octobre 775 p.d. (2877 ap. J.-C.) Le vaisseau subluminique de colonisation Jason quitte le système Solaire à destination de Manticore.

#### IXesiècleP.D.
- 800 p.d. Début d'un programme de recherche extensive de systèmes pouvant, potentiellement, devenir le site de colonies afin d'éviter de lancer les cryo-vaisseaux au hasard.

#### XesiècleP.D.
- 925 p.d. La Ligue solarienne est fondée.
- (avant 943 p.d.) La Guerre Finale commence sur Terre.
- 943 p.d. (3045 ap. J.-C.) Fin officielle de la Guerre Finale. La Terre, dévastée, commence sa reconstruction avec l'aide de la Ligue solarienne.
- 988 p.d. (3090 ap. J.-C.) Austin Grayson et ses fidèles arrivent sur la seule planète habitable du système de Yeltsin. Les conditions environnementales extrêmes de la planète forcent l'Église de l'humanité sans chaînes à remettre à jour sa doctrine sur la technologie.

#### XIIesiècleP.D.
- environ 1100 p.d. Le coup de vitesse, une forme d'art martiale développé en combinant les formes orientales et occidentales, apparaît sur Nouveau Dijon.

#### XIIIesiècleP.D.
- 1246 p.d. Le premier réacteur à phase de gravité, ou "propulseur par impulsion", est créé par des scientifiques de Beowulf, système Sigma de Draconis, bientôt suivi par les générateurs de "rempart gravitique latéraux".
- 1273 p.d. Sur Terre, Adrienne Warshawski développe les premiers détecteurs de gravité et les "noyaux alpha". Les essais effectués par Warshawski conduisent à la production de détecteurs d'onde gravitationnelle et des "Voiles Warshawski", révolutionnant les voyages hyperspatiaux en permettant l’utilisation de bandes hyper-spatiales plus élevées.
- 9 septembre 1284 p.d. (3386 ap. J.-C.) Le premier vaisseau de colonisation hyper capable quitte le système solaire. L'ère de la colonisation de subluminique prend fin. C’est aussi le début d’autres problèmes, car certaines expéditions subluminiques arrivent à leur destination pour se rendre compte qu’ils ont été devancées par des expéditions postérieurs et plus rapides.
- environ 1290 p.d. Dans les cinquante ans suivant l’invention des rempart gravitique latéraux, des pénétrateurs de gravité sont développés pour des missiles.

#### XIVesiècleP.D.
- Juin 1309 p.d. (3411 ap. J.-C.) Les premiers colons arrivent dans le système de Havre
- environ 1350 - 1355 p.d. Une guerre civile commence sur Grayson entre les "Fidèles" et les "modères". En vertu du traité de paix, les "Fidèles" sont exilés dans le système voisin d'Endicott, où ils établissent la colonie de Masada.
- 1384 p.d. Le physicien Shigematsu Radhakrishnan invente le compensateur d’inertie, qui permet aux vaisseaux spatiaux d'accéléré à 550 g sous « impulsion » ou jusqu'à 5 000 g sous Voile sans risque pour l'équipage.

#### XVesiècleP.D.
- 1410 p.d. Le "Massacre d’Epsilon D'Eridani"; un bombardement planétaire qui a comme conséquence la mort de sept milliards d'habitants d'Epsilon d’Eridani, mène à l'adoption et à l'établissement de l'Édit d'Éridani par la Ligue solarienne. L'édit d'Éridani interdit des bombardements planétaires de masse avec des armes nucléaires ou cinétiques sous pénalité de perte de souveraineté
- début du XVe siècle P.D. Redécouverte de Grayson par une expédition d'exploration hyper-capable.
- 21 mars 1416 p.d. Le Jason arrive dans le système de Manticore. 1416 p.d.
- 1447 p.d. La première jonction de trou de ver est découverte grâce aux formules mathématiques développées par Shigematsu Radhakrishnan un siècle plus tôt
- 1454 - 1465 p.d. La "peste de 22 A.A." sur Manticore.
- 1er août 1471 p.d. Mise en place d'un système de monarchie constitutionnelle sur Manticore.
- Environ 1477 p.d. Stephanie Harrington établie le premier contact avec une espèce cognitive de Sphinx.
- 1491 p.d. Le premier vaisseau de colonisation à Voile de Warshawski, l’Icare, est envoyé à la ferraille.

#### XVIesiècleP.D.
- 1502 p.d. Le premier générateur de contre-gravité pratique est développé par Anderson Shipbuilding Corporation à la Nouvelle-Glasgow, rendant des formes plus anciennes de transport de surface (planétaire) démodé.
- 7 janvier 1507 p.d. Naissance de Stephanie Harrington sur la planète Meyerdahl.
- 3 janvier 1519 p.d. Stephanie Harrington découvre les chats sylvestres.
- 1543 p.d. Tentative de prise de contrôle du système de Manticore par une troupe de mercenaire.
- 1568 p.d. Le Neuvième Amendement de la Constitution de Manticore est ratifié, donnant ainsi aux chats sylvestres les droits basiques d'une espèce douée de sens.
- 1581 p.d. Le Dr. Ignatius Peterson, développe la pesanteur artificielle sans rotation pour des vaisseaux spatiaux. Le transport interstellaire de marchandises en cargo devient pratique grâce à une baisse des coûts énergétiques nécessaires aux différents systèmes des vaisseaux.
- 1585 p.d. La jonction de trou de ver de Manticore est découverte.

#### XVIIesiècleP.D.
- 1600 p.d. Gustav Anderman établie l'Empire andermien
- 1680 p.d. La République de Havre publie l’Economic Bill of Rights.

#### XVIIIesiècleP.D.
- Environ 1730 p.d. Bataille de Farley Crossing. Dernière action majeure de la Flotte de la Ligue solarienne (SLN).
- Environ 1750 p.d. La technique des Voiles de Warshawski s’est amélioré au point que les vaisseaux  hyper capables peuvent naviguer “contre le vent” sur les vagues de gravité
- 1790 p.d. La portée des détecteurs de vague de gravité Warshawski a atteint 20 secondes lumières. Cette portée augmentera de 8 minutes lumières au cours des cent années à venir

#### XIXesiècleP.D.
- 1846 p.d. La troisième étape du plan DuQuesne est lancée par la République populaire de Havre pour acquérir un revenu additionnel par l'intermédiaire de la conquête militaire
- 1856 p.d. Le Terminus de Basilic de la jonction du trou de ver de Manticore est découvert.
- Environ 1875 p.d. Le traitement Prolong de troisième génération est développé
- 1880 p.d. L’Étoile de Trévor (République de San Martin) est envahie par la République populaire de Havre.

#### XXesiècleP.D. (action des romans)

##### 1900 - 1904: le passage de la guerre froide à la guerre ouverte
- 1900 p.d. Échec de l'Opération Odyssée - un plan de la République populaire de Havre pour enlever le contrôle du système de Basilic et de son terminus de trou de ver au Royaume stellaire de Manticore.
- 1903 p.d. Guerre entre Grayson et Masada avec intervention du Royaume stellaire de Manticore et de la République populaire de Havre. Le système d'Endicott est conquis et la planète Masada occupée par des éléments de la Flotte royale de Manticore.

##### 1905 - 1915: première guerre Manticore-Havre
- 1905 p.d.
  - Mars. La première guerre Manticore-Havre entre dans sa phase active. Elle oppose l'Alliance de Manticore à la République populaire de Havre.
  - Mai. Une tentative de renversement du régime Législaturiste héréditaire de la République populaire de Havre, officiellement attribué aux forces armées de la République, amène le Comité de salut public, créé pour remplir le vacuum du pouvoir, à prendre le pouvoir. À sa tête se trouve Robert Stanton Pierre, le véritable organisateur du coup d'État.
- 24 janvier 1912 P.D. L'exécution de Honor Harrington, condamnée à la peine de mort pour avoir détruit un navire civil lors de la bataille de Basilic, est officiellement annoncée par la République populaire de Havre.
- Environ décembre 1913 P.D. L’amiral Honor Harrington, à la tête d'environ un demi-million de prisonniers évadés de Hadès (planète prison secrète de la République populaire de Havre), arrive dans le système de L’Étoile de Trévor à bord de vaisseaux du Service de Sécurité capturés.
- 18 décembre 1914 p.d. Après une tentative de coup d’État mené par la secrétaire d'État à la Guerre, le chef du Service de sécurité, seul survivant du Comité de salut public, se retrouve à la tête de la République populaire de Havre.
- 1915 p.d.
  - Février. Les Premiers ministres de Manticore et de Grayson sont tués dans la tentative d'assassinat du Protecteur Benjamin IX de Grayson et de la Reine Elizabeth III de Manticore.
  - Mars. Le gouvernement Haute-crête du Royaume stellaire de Manticore, nouvellement formé, accepte, unilatéralement, pour l'Alliance de Manticore la proposition de cessez-le-feu de Havre.
  - Mai. Un coup d’État militaire met fin au Comité de salut public. Un gouvernement de transition civil est mis en place qui restaure la Constitution prè-Législaturiste.

##### 1916 - 1919: l'entre deux guerres
- 1916 p.d.
  - environ 1er décembre. Election d'Eloise Pritchart comme Président de la République de Havre.
- 1917 p.d.
  - Un sixième terminus du trou de ver de Manticore est découvert dans le système de Lynx dans l'amas de Talbott.
- 1918 p.d.
  - Environ 2 août. Bataille de Refuge. Dans le système de Tiberian, le croiseur lourd HMS Gauntlet est pris au piège par 4 croiseurs lourds de la classe Solarienne Gladiator, dirigés par des agents de Mesa Manpower Unlimited, mais parvient à les détruire.
- 1919 p.d.
  - 20 août La planète Congo appartenant à Mesa, est libérée par les forces du Théâtre Audubon, mouvement de résistance des esclaves de Mesa, et devient le Royaume de Torch.
  - 26 octobre. Couronnement de la reine de Torch, Berry Zilwicky.
  - environ 10 novembre. Lancement de l'opération Coup de tonnerre par Havre.

##### 1920 - 1922: seconde guerre Manticore-Havre
- 1920 p.d.
  - janvier. 
    - Début de la seconde guerre Manticore-Havre. L'opération Coup de tonnerre se conclut par la reprise de la plupart des anciens systèmes havriens occupés par les forces de l'Alliance de Manticore, à l'exception du système de l'étoile de Trevor, mais par l'échec de l'attaque sur la station de Sidemore.
    - La Confédération silésienne est « rachetée » par l'Empire andermien et le Royaume stellaire de Manticore qui se partagent son territoire. L'Empire andermien s'engage au côté du  Royaume stellaire de Manticore dans la guerre contre la République de Havre.

  - 1er juillet. Raid des forces havriennes dans le système d'Alizon, un système se trouvant très en retrait du font.
  - 2 septembre. Bataille d'Hera.
  - 9 octobre. Accord entre les industries Technodyne et l'Union de Monica. En échange de l'accès à la technologie militaire manticorienne capturée, Technodyne fournie 15 croiseurs de combat solariens.
  - 11 octobre. Bataille d'Augusta.
  - 15 novembre. Bataille de Solon. La marine havrienne piège un raid manticorien.
  - 20 décembre. Capture du vaisseau marchand Marianne en orbite de La planète Montana. Découverte du complot contre Manticore dans l'amat de Talbot.
- 1921 p.d.
  - 11 janvier. L'assemblée Constituante de Talbott vote une constitution préliminaire pour l'Amas de Talbott, première étape de l'annexion dans le Royaume stellaire de Manticore.
  - 16 février. Bataille de Monica, entre un escadron de 10 navires de la Flotte royale de Manticore et les forces du système de Monica. Cette attaque avait pour but de mettre hors combat les vaisseaux, officieusement et secrètement, fournis par Messa dans le but de prendre le contrôle du Terminus du trou de ver de l'amas de Talbott (avec le soutien des dirigeants locaux de la Sécurité aux frontières).
  - Avril. La tentative d'assassinat de la Reine Berry de Torch et l'assassinat de James Webster, ambassadeur de Manticore sur Terre, entrainent la reprise des hostilités entre Manticore et Havre.
  - 15 mai. Bataille de Lovat, victoire de la flotte de Manticore et mort de l'amiral havrien Javier Giscard.
  - 24 juillet première bataille de Manticore  Prévoyant que le déploiement du nouveau système d'optimisation de l'armement à longue portée de la Flotte de Manticore condamnerait la flotte républicaine à la défaite militaire, la République de Havre lance la plus grande attaque spatiale de l’histoire humaine. La flotte de manticore est victorieuse mais la moitié des forces des flottes de l'Alliance de Manticore et de la République de Havre sont détruites en un après-midi. Les pertes en vie humaines sont évaluées à plus de deux millions de tués, auxquels s’ajoutent dix mille blessés et presque quatre cents mille prisonniers de guerre.
  - 21 octobre. Série d'"attentats" avec des engins nucléaires" à Mesa. Anton Zilwicki, Victor Caschat et Herlander Simões parviennent à quitter la planète.
  - 25 octobre première bataille de la Nouvelle-Toscane, entre croiseurs de bataille de la "flotte aux frontières" solarienne et destroyers de la flotte de Manticore.
  - Octobre. Bataille de Torch entre le détachement de Maya de la flotte solarienne et une force d'anciens havriens employés par Mesa.
  - Environ 16 novembre. deuxième bataille de la Nouvelle-Toscane, les croiseurs solariens capitulent devant un détachement de la 10e flotte de Manticore.
- 1922 p.d.
  - Environ 22 janvier. Bataille de Spindle. Une task force de 70 supercuirassés, et leur escorte, de la "flotte de bataille" attaque le système capital du Quadrant de Talbot. La défense par la 10e flotte de Manticore du système aboutit à la capitulation des unités survivantes solariennes.
  - Environ février. L'opération "Oyster Bay" est un succès pour l'Alignement Mesan. Cette opération entraine la destruction quasi complète des infrastructures industrielles militaires spatiales de l'Empire de Manticore et du Protectorat de Grayson.
  - Mars. Manticore rappel toute sa flotte de commerce et bloque les trous de ver accessibles aux vaisseaux solariens.
  - Avril. Victor Cachat et Anton Zilwicki arrivent à Haven avec le Dr. Herlander Simões et des renseignements cruciaux sur Mesa.
  - Mai. La présidente de la république de Havre, Eloise Pritchart, et la reine Elizabeth de Manticore mettent fin à la Seconde guerre Manticore-Havre et signent une alliance contre la Ligue Solarienne. Grayson se joint à l'Alliance et l’Empire andermien reste temporairement neutre.
  - juin. Les chats sylvestres rejoignent l'Alliance.
  - 11 juin. seconde bataille de Manticore. Une flotte de 427 supercuirassés solariens, et leur escorte, est écrasée par les flottes de l'Alliance. La tentative de la flotte solarienne d'envoyer des renforts par le terminus de Beowulf est interdit par la flotte de Beowulf aidée de vaisseaux de Manticore.
  - Août. La 10e flotte de Manticore prend le contrôle du système de Meyers, le QG de la "flotte aux frontières" dans le Quadrant de Talbot .
  - Octobre. La 10e flotte de Manticore arrive dans le système de Mesa.

## Batailles
Liste de batailles se déroulant dans l'Honorverse (par ordre chronologique) ayant une influence sur la trame de l'histoire des livres de la série.

### Première Bataille de Basilic, 2 octobre 1900 P.D.
Se déroule à la fin du premier tome de la série, Mission Basilic :
La commander (capitaine de frégate) Honor Harrington, fraîchement diplômée du Cours de Tactique Avancé de la Flotte royale de Manticorienne, prend le commandement du croiseur léger CL-56 HMS Intrépide après que celui-ci a subi une importante remise en état de son armement.
Jeune officier avec une carrière prometteuse, le plaisir d’Honor pour ce nouveau commandement tourne bientôt à la consternation quand elle se rend compte que l’Intrépide a été transformé en banc d'essai tactique pour de nouvelles technologies. Après un succès initial au début des jeux de guerre de la flotte, l’Intrépide subit défaite sur défaite après que les officiers opposants ont conclu que la manière la plus sûre de contrer les armes du croiseur léger est de lui refuser la chance de les employer.
Bannie à la station de Basilic par des officiers désireux de balayer leur prétendue "arme absolue" sous le tapis, Honor est bien plus consternée d’apprendre que l'officier commandant assigné au système est son vieux Némésis de l'académie. Le capitaine Lord Pavel Young va tout faire pour la mettre dans une situation où elle sera dans l’impossibilité d’effectuer son devoir: il part immédiatement pour Manticore avec son croiseur lourd, le HMS Sorcier, car celui-ci nécessite une maintenance "urgente", laissant Honor et l’Intrépide, seule unité de la FRM dans le système, responsable de la sécurité du système de Basilic et de sa seule planète habitée, Méduse. Ainsi, si à cause des exigences de surveillance, largement contradictoires, l’Intrépide manque à son devoir, ce sera Honor, et non Young, qui sera tenue pour responsable.
Mais c’est compter sans Honor, qui poussant et tirant son équipage, parvient à mener son équipage au niveau de la tâche qui leur est assignée. Grâce à un dur travail et à l'utilisation intelligente des ressources à sa disposition, Honor parvient bientôt à revitaliser la présence de la FRM dans le système de Basilic et à stupéfier les autres personnels de Manticore affectés au système. Les personnels de la Jonction du trou de vers et de la mission planétaire, habitués aux incapables habituellement envoyés dans le système, sont enchantés de réaliser qu'ils ont maintenant un officier compétent avec qui travailler. Quoique juste en ressources et en personnel pour assurer correctement toutes les obligations de leur devoir dans le système de Basilic, l’Intrépide et Honor font face aux circonstances comme il se doit aux officiers de la Reine.
Et ce n’est pas trop tôt, car la République populaire de Havre, nation stellaire expansionniste lentement étranglée par sa propre politique économique depuis plus d’un demi-siècle, a commencé à s’intéresser au Royaume stellaire de Manticore. Le plan de conquête monté par Havre commence par un coup de force contre Basilic ; en entraînant les indigènes non humains dans une frénésie de massacres généralisés, Havre se fournirait un prétexte pour intervenir et prendre le contrôle du système avant que Manticore ne puisse répondre. Ceci mènerait par la suite à une étape logique qui est l'invasion de Manticore par les deux terminus de jonction du trou de vers que Havre contrôlerait ainsi : l’Étoile de Trévor et donc Basilic.
Mais Honor et le personnel planétaire de Manticore découvrent des parties du plan, puis analysant et assemblant correctement les fragments d'information, Honor en déduit les intentions de Havre et ne se retrouve avec d’autre choix que d’agir ou de se retirer tandis que Havre entre en position de lancement pour une invasion. Honor mène l’Intrépide et son équipage dans un engagement désespéré contre un Navire-Q havrien en fuite. Surpassé en tout sauf en courage, l’Intrépide est sévèrement touché pendant la chasse, et souffre de pertes importantes parmi son équipage. Il parvient finalement à amener le navire havrien à une distance suffisamment proche pour pouvoir le détruire avec son fameux armement révolutionnaire et redoutable à faible portée.
L'Intrépide réussit sa mission désespérée. Manticore renforce le système à temps avant l’arrivée d’une force de Havre qui ne fait, officiellement, que passer. Après des réparations étendues, Honor revient au royaume en héroïne. Promue Capitaine de la liste, Honor reçoit le commandement du nouvellement construit croiseur lourd Intrépide, navire de la classe Chevalier Stellaire, hâtivement renommé pour remplacer le CL-56 trop endommagé lors de l’affrontement de Basilic.

### Première Bataille de Yeltsin, avril 1903 P.D.
(Pour l'honneur de la reine)
Seconde guerre Grayson - Masada
La première bataille de Yeltsin a eu lieu en 1903 entre la marine de Grayson et la marine de Masada en orbite de Grayson pendant la seconde guerre Grayson-Masada.
Prélude :

Afin de préparer la conquête du système, la flotte de Masada effectue un raid dans l'espace de Grayson en attaquant et en détruisant la station Orbital 4. Malgré tout, elle réussit à tirer une salve de missiles contre les attaquants, détruisant le vaisseau amiral de Masada, le MNS Abraham.
La flotte masadienne se retire, puis relance une attaque pour détruire Orbital 5 et Orbital 6. Cette fois, elle reste hors de portée des graysoniens pour lancer ses missiles.
Après l'attaque, une flotte combinée de Grayson et du HMS Madrigal part intercepter la flotte Masadienne.
La bataille :
 
Le groupe principal de la flotte masadienne est en route vers Orbital 7 quand ils sont interceptés par la flotte alliée menée par les amiraux Yanakov et Courvosier sur le vecteur prévu par le capitaine Alfredo Yu de la marine populaire de Havre. 
En fait, une force d'embuscade composée de vaisseaux moderne prêtés par Havre à Masada attendait les alliés pour leur barrer le T.
Les Masadans tirent leurs missiles modernes et détruisent les contre-torpilleurs Ararat et Judah lors de la première salve,
pendant que le MNS Thunder of God brouille les capteurs des alliés. Le HMS Madrigal se défend mais également ses alliés avec ses anti-missiles modernes, et s'en sort avec peu ou pas de dégâts.
Le contre-torpilleur GNS David est lourdement endommagé. Les croiseurs légers GNS Austin Grayson et GNS Covington sont tous deux été touchés. 
L'Austin Grayson devient incontrôlable en perd des débris et de l'atmosphère tandis que le Covington lui de l'atmosphère seulement. Le GNS Saul est le seul navire épargné dans les premiers tirs.
Dans la deuxième salve, le David et l'Austin Grayson sont détruits. Le Saul s'en sort intact et le Covington est lourdement endommagé. Avec la mort de l'amiral Yanakov, le Madrigal devient le vaisseau amiral des alliés, et subit également des dommages.
Puis avec la mort de l'amiral Courvosier à bord du Madrigal, c'est le commodore Wesley Matthews du Covington qui devient le commandant le plus gradé des alliés.
La situation étant désespérée, Le Covington et le Saul se retirent tandis que Madrigal reste en arrière pour couvrir leur retraite.
Les masadiens se rassemblent pour attaquer le Madrigal. Les croiseurs légers MNS Noah et MNS Samson ainsi que le contre-torpilleur MNS Throne sont détruits par la première contre-attaque manticorienne, tandis que MNS David est gravement endommagé et devient inutile. Les contre-torpilleurs MNS Cherubim et MNS Seraphim sont neutralisés, le MNS Angel et le MNS Archangel subissent la dernière salve du Madrigal avant que le Madrigal lui-même ne soit détruit. L'Archangel est détruit, et le croiseur léger MNS Solomon et le contre-torpilleur MNS Dominion sont les seuls vaisseaux Masadiens encore capable de combattre à la fin de la bataille.
Les survivants du Madrigal sont récupérés par les masadiens puis fait prisonniers, et transférés sur la base de Merle.

### Bataille de Merle, avril 1903 P.D.
(Pour l'honneur de la reine)
Honor à la tête d'une petite escadre doit prendre la base orbitale de Merle, dans le système de Yeltsin. Elle y fait captif Thomas Theisman, mais pas avant que celui-ci n'ait sérieusement endommagé l'un de ses vaisseaux qui, inapte au combat, devra rejoindre Manticore.

### Seconde Bataille de Yeltsin, 25 avril 1903 P.D.
(Pour l'honneur de la reine)
Honor Harrington, à la tête de l'Intrépide, et Alistair McKeon à la tête du Troubadour, parviennent par une combinaison de pure chance et de talent, à vaincre le Saladin alors aux mains des Masadiens qui tentaient de détruire Grayson. Cette bataille et la détermination dont Honor a fait preuve lui vaudront le titre de comtesse Harrington sur Manticore, de Seigneur Harrington sur Grayson (devenant ainsi la première femme de leur histoire à y posséder un domaine), et marque le début de la double citoyenneté graysonienne/manticorienne d'Honor.

### Première Bataille de Hancock, 5 mars 1905 P.D.
(Une guerre victorieuse et brève)
Agissant comme capitaine de pavillon du contre-amiral Sarnow, Honor emmène à la bataille une force de croiseurs contre des super-cuirassés. Seul l'arrivée providentielle de renforts lui sauve la mise. Faits notables : 
- La force de la FRM tend une embuscade aux havriens à l'aide de leur réseau de capteurs supra-luminiques. C'est la première fois qu'il en est fait usage contre Havre.
- Les croiseurs sous les ordres de l'amiral Sarnow font pour la première fois usage des capsules lance-missiles, ce qui leur permet une première bordée exceptionnellement fournie.
- Seule occasion également où un champ de mines est utilisé de façon offensive (les Havriens y sont attirés par Sarnow alors que le champ a été "planté" pour l'occasion, loin de toute planète ou nœud de ver où on peut s'attendre à le trouver).

### Troisième Bataille de Yeltsin, mars 1905 P.D.
(Une guerre victorieuse et brève)
L’Amiral Amos Parnell de la Marine populaire de Havre, s’attendant à un avantage de 50 % en vaisseaux du mur, perd la moitié de ses forces lorsqu’il est pris en embuscade par une force numériquement supérieure de l’Alliance, sous le commandement de l’Amiral de Havre-Blanc grâce à la stratégie de l'Amiral Caparelli qui positionne les forces de la FRM dans les différents systèmes.

### Quatrième Bataille de Yeltsin, 18 août 1907 P.D.
(Pavillon de l'exil)
Les 6 supercuirassés, et leur escorte, du 1er escadron de bataille de la Marine de Grayson, sous le commandement de l’Amiral Honor Harrington, annihilent les 3 escadrons de bombardiers de la Marine populaire de Havre, et leur escorte, commandés par le Citoyen Vice Amiral Alexander Thurston lors de l’opération Poignard. Elle engage ces adversaires à très courte distance en faisant passer ses supercuirassés pour des croiseurs de combat.

### Première Bataille de Sidemore, 8 février 1910 P.D.
(Mascarade silésienne)
Le croiseur marchant armé HMS Wayfarer détruit, en une salve de missiles, les 4 croiseurs lourds de la force pirate de Andre Warneke et libère la planète Sidemore. Faits notables : 
- Première utilisation d'un système de mouillage de capsules par la FRM.
- Première utilisation de BALs transportés par un bâtiment "de guerre".
- Les actions havriennes étant révélées au grand jour, l'Empire Andermien, qui n'apprécie pas qu'on "vienne jouer dans son arrière-cour", fait connaître son mécontentement par voie diplomatique à la République.

### Première et Deuxième Batailles de Cerbères, octobre 1913 P.D.
(La Disparue de l'enfer)
- Première Bataille de Cerbères. Les ex-prisonniers de Hadès capturent un convoi de la SerSec avec assez de transports de troupes pour évacuer plus de 60 % des prisonniers souhaitant quitter Hadès.
- Seconde Bataille de Cerbères. La “Flotte spatiale Élyséenne”, constituée des vaisseaux capturés par les ex-prisonniers, annihile une force opérationnelle mixte SerSec-FPH qui arrive pour secourir la garnison de Hadès, capturant assez de transports de troupes pour évacuer les derniers évadés.

### Troisième Bataille de Hyacinth, environ 25 janvier 1915 P.D.
L’escorte du convoi commandée par le Capitaine Aivars Terekhov, s’attendant à trouver le système sous le contrôle de forces amies, est pris au piège par une force supérieure de la FPH résultant en la destruction de sa division de croiseurs légers et en 4 des 6 cargos escortés.

### Bataille de Refuge, environ 2 août 1918 P.D.
(Au service du sabre)
Dans le système de Tiberian, le croiseur lourd HMS Gauntlet est pris au piège par 4 croiseurs lourds de la classe Solarienne Gladiator, dirigés par des agents de Mesa Manpower Unlimited, mais parvient à les détruire.

### Seconde Bataille de Sidemore, 1920 P.D.
(Plaies d'honneur)
La Flotte royale de Manticore et la Flotte de Grayson battent une force de la Marine de la République de Havre envoyée lors de l’Opération Coup de tonnerre pour détruire les unités Alliées présentes à la station de Sidemore.

### Bataille de Monica, 16 février 1921 P.D.
(L'Ombre de Saganami)
Le capitaine Aivars Terekhov, à la tête d'un escadron de dix vaisseaux, lance une attaque préventive contre le système de Monica. Les vaisseaux de la flotte de Manticore détruisent 12 croiseurs de bataille mais perdent 6 vaisseaux. À cause des pertes causées par la bataille, le capitaine Terekhov est obligé de menacer de détruire la station spatiale d'Eroïca en cas d'attaque par les forces de la marine de Monica. Il maintient ainsi le statu quo jusqu'à l'arrivée de renforts de la marine de Manticore.

### Bataille de Manticore, 24 juillet 1921 P.D.
(Coûte que coûte)
Prévoyant que le déploiement du nouveau système Appolon - optimisation de l'armement à longue portée de la Flotte de Manticore - condamnerait la flotte républicaine à la défaite militaire, la République de Havre lance la plus grande attaque spatiale de l’histoire humaine. 
- Les forces en présence : 
  - les Deuxième, avec un effectif renforcé, et Cinquième Flottes de la République de Havre
  - les Première, Troisième et Huitième Flottes de l'Alliance de Manticore
- Approximativement deux cent cinquante vaisseaux du mur de la Deuxième Flotte Républicaine, avec leur escorte, attaquent directement Manticore-A, détruisant les 90 vaisseaux du mur de la Première Flotte de Manticore et leur escorte, non sans pertes.
- les 90 vaisseaux du mur de la 5e Flotte, en réserve dans l’hyperespace, prennent au piège les renforts de Manticore, constitués de la Troisième Flotte et de vaisseaux de la Huitième Flotte, venant de l’Étoile de Trevor.
- Cependant le reste de la Huitième Flotte, arrivé plus tardivement dans le système de Manticore, parvient à détruire la plupart des vaisseaux de la Cinquième Flotte grâce à l'utilisation d'un système permettant le guidage de précision de missiles à très longue portée et capture les survivants de la Deuxième Flotte de la République de Havre.

La moitié des forces des flottes de l'Alliance de Manticore et de la République de Havre sont détruites en un après-midi.
L'Alliance déplore 591 245 morts, 3 512 blessés, 139 supercuirassés, 7 portes-BAL, 27 croiseurs de combat, 36 croiseurs lourds, 2 806 bâtiment d'assaut léger détruit, 7 supercuirassés et 2 PBAL sont définitivement hors d'usage.
la République compte presque deux millions de victimes, 6 602 blessés et 379 732 prisonniers de guerre. Elle perd 251 supercuirassés, 9 PBAL, 64 croiseurs de combat, 54 croiseurs lourds, 4 612 bâtiments d'assaut légers détruit, et a vu capturé 68 supercuirassés, 7 PBAL et plus de 3 000 bâtiments d'assaut léger.

### Bataille de Nouvelle Toscane, novembre 1921 P.D.
(L'Ennemi dans l'ombre)
À la suite de l'incident de Nouvelle Toscane au cours duquel trois contre-torpilleurs manticoriens sont détruits par une flottille de la Force des Frontières solarienne en orbite de la planète, la Dixième Force de la FRM se déplace dans le système pour enquêter. L'ordre donné aux solariens de mettre leurs vaisseaux en panne provoque une bataille entre croiseurs de bataille solariens et manticoriens. Michelle Henke, amiral du Pic d'Or et commandant de la Dixième Force, détruit le navire amiral de Joseph Byng à longue portée, provoquant la reddition de toute la flotte solarienne.

### Romans et nouvelles dans l'ordre chronologique de l'histoire
1. Environ 1477 Une belle amitié dans Autour d'Honor
2. Environ 1478 Le Chat perdu dans Les Mondes d'Honor
3. Environ 1652 P.D. Le Prix des rêves dans Les Mondes d'Honor
4. Environ 1880 P.D. Une aspirante nommée Harrington dans Une aspirante nommée Harrington
5. 1883 Le Gambit de la reine dans Les Mondes d'Honor
6. Environ 1890 P.D. Un retour difficile dans Les Mondes d'Honor
7. Environ 1892 Terre promise dans Au service du sabre
8. 1900 P.D. Mission Basilic
9. D'une pierre... dans Au service du sabre
10. 1903 P.D. Pour l’honneur de la reine
11. Événements contemporains :
  - Une guerre victorieuse et brève
  - La Croisière héroïque dans Autour d'Honor
12. Au champ du déshonneur
13. Pavillon de l'exil
14. Mascarade silésienne
15. Un parfum de mitraille dans Autour d'Honor
16. Ceux par qui les mondes changent dans Une aspirante nommée Harrington
17. Aux mains de l'ennemi
18. Événements contemporains :
  - La Disparue de l'enfer
  - Partons pour Prague dans Au service du sabre
  - Venus des montagnes dans Une aspirante nommée Harrington
19. Événements contemporains :
  - Les Cendres de la victoire
  - La Tombée de la nuit dans Une aspirante nommée Harrington
  - Fanatique dans Au service du sabre
20. Au service du sabre dans Au service du sabre
21. Événements contemporains :
  - Plaies d'honneur
  - La Couronne des esclaves
22. Événements contemporains :
  - L'Ombre de Saganami
  - Coûte que coûte
  - L'Ennemi dans l'ombre
  - L'Ombre de la victoire
  - Torche de la liberté
  - En mission
  - L'Ombre de la liberté
  - L'orage gronde
  - Les Bas-fonds de Mesa
  - Sans concession

Chronologie incertaine :
- Pilonnage d'artillerie par Roland J. Green dans Les Mondes d'Honor entre les événements de Une guerre victorieuse et brève et de Aux mains de l'ennemi.
- Un vaisseau nommé Francis par John Ringo et Victor Mitchell dans Au service du sabre entre les événements de Une guerre victorieuse et brève et de Pavillon de l'exil.